# Llista d'arbres per rànquing de Catalunya
Llista d'arbres singulars de Catalunya que destaquen en el rànquing de dimensions per espècie. Les dimensions considerades són:
- Alçària total
- Volt o perímetre del canó a 1,3 m
- Capçada: diàmetre de l'amplada mitjana a nivell i perpendicular

S'inclouen només els arbres vius sense comptar les dades històriques d'arbres morts. Les figures de protecció són:
- AM, arbre monumental
- AC, arbre d'interès comarcal
- AL, arbre d'interès local
- DM, DC, DL, arbredes monumentals, d'interès comarcal o local

## Gymnospermae
Rànquing dels arbres gimnospermes caracteritzats per tenir una llavor nua.
| Nom                                         | Protecció                                    | Espècie / situació                     | Alçària x volt del canó x capçada | Localització | Codi          | Imatge |                                                                                         |
| ------------------------------------------- | -------------------------------------------- | -------------------------------------- | --------------------------------- | --- | ------------- | --- | --------------------------------------------------------------------------------------- |
| Avet del Barranc de Morrano                 | AM PNC Aigüestortes i Estany de Sant Maurici | Abies alba Salvatge                    | 38,0 x 3,89 x 9,0                 | Vall de Boí (Alta Ribagorça) 42° 32′ 54″ N, 0° 55′ 18″ E / 42.54845°N,0.92162°E                                     | MA-05.043.02  | {{ca\|Avet del Barranc de Morrano (Vall de Boí)}} · {{WLE-AD-ES\|MA-05.043.02}} · {{Object location dec\|42.54845\|0.92162\|region:ES-CT_type:landmark_source:cawiki}} · [[Categoria:Outstanding trees of Catalonia]]                |                                                                                         |
| Avet Gros de la Cremada                     | AM PNC Aigüestortes i Estany de Sant Maurici | Abies alba Salvatge                    | 30,0 x 6,19 x 15,8                | Vall de Boí (Alta Ribagorça) 42° 32′ 48″ N, 0° 54′ 56″ E / 42.54674°N,0.91565°E                                     | MA-05.041.01  | {{ca\|Avet Gros de la Cremada (Vall de Boí)}} · {{WLE-AD-ES\|MA-05.041.01}} · {{Object location dec\|42.54674\|0.91565\|region:ES-CT_type:landmark_source:cawiki}} · [[Categoria:Outstanding trees of Catalonia]]                    |                                                                                         |
| Avet de Passavets                           |                                              | Abies alba Salvatge                    | 30,0 x 3,02 x 16,6                | Fogars de Montclús (Vallès Oriental) 41° 46′ 40″ N, 2° 26′ 45″ E / 41.77770°N,2.44593°E                             | MA-41.081.40  | {{ca\|Avet de Passavets (Fogars de Montclús)}} · {{WLE-AD-ES\|MA-41.081.40}} · {{Object location dec\|41.77770\|2.44593\|region:ES-CT_type:landmark_source:cawiki}} · [[Categoria:Outstanding trees of Catalonia]]                   |                                                                                         |
| Avet grec del Sors I                        |                                              | Abies cephalonica Exòtica 1889         | 33,0 x 2,65 x 6,8                 | Seva (Osona) | MA-05.043.46a | {{ca\|Avet grec del Sors I (Seva)}} · {{WLE-AD-ES\|MA-05.043.46a}} · {{Object location dec\| | region:ES-CT_type:landmark_source:cawiki}} [[Categoria:Outstanding trees of Catalonia]] |
| Avet grec del Sors II                       |                                              | Abies cephalonica Exòtica 1889         | 13,5 x 3,53 x 11,5                | Seva (Osona) | MA-05.043.46b | {{ca\|Avet grec del Sors II (Seva)}} · {{WLE-AD-ES\|MA-05.043.46b}} · {{Object location dec\| | region:ES-CT_type:landmark_source:cawiki}} [[Categoria:Outstanding trees of Catalonia]] |
| Avet de Nordman del Noguer                  |                                              | Abies nordmanniana Exòtica 1898        | 32,5 x 2,62 x 12,4                | Viladrau (Osona) | MA-24.320.42  | {{ca\|Avet de Nordman del Noguer (Viladrau)}} · {{WLE-AD-ES\|MA-24.320.42}} · {{Object location dec\| | region:ES-CT_type:landmark_source:cawiki}} [[Categoria:Outstanding trees of Catalonia]] |
| Avet de Numídia del Noguer                  | AM                                           | Abies numidica Exòtica 1898            | 34,5 x 3,00 x 15,1                | Viladrau (Osona) 41° 50′ 23″ N, 2° 23′ 25″ E / 41.83965°N,2.39018°E                                                 | MA-24.320.04  | {{ca\|Avet de Numídia del Noguer (Viladrau)}} · {{WLE-AD-ES\|MA-24.320.04}} · {{Object location dec\|41.83965\|2.39018\|region:ES-CT_type:landmark_source:cawiki}} · [[Categoria:Outstanding trees of Catalonia]]                    |                                                                                         |
| Pinsap de la Noguera                        |                                              | Abies pinsapo Exòtica                  | 32,0 x 2,65 x 10,6                | Viladrau (Osona) | MA-24.320.45  | {{ca\|Pinsap de la Noguera (Viladrau)}} · {{WLE-AD-ES\|MA-24.320.45}} · {{Object location dec\| | region:ES-CT_type:landmark_source:cawiki}} [[Categoria:Outstanding trees of Catalonia]] |
| Pinsap del Sors                             | AM                                           | Abies pinsapo Exòtica 1880             | 31,5 x 3,65 x 13,8                | Seva (Osona) 41° 50′ 17″ N, 2° 16′ 54″ E / 41.83810°N,2.28177°E                                                     | MA-24.269.01  | {{ca\|Pinsap del Sors (Seva)}} · {{WLE-AD-ES\|MA-24.269.01}} · {{Object location dec\|41.83810\|2.28177\|region:ES-CT_type:landmark_source:cawiki}} · [[Categoria:Outstanding trees of Catalonia]]                                   |                                                                                         |
| Avet de Das III                             | AM                                           | Abies sp. Exòtica                      | 29,5 x 5,20 x 18,8                | Das (Cerdanya) 42° 21′ 45″ N, 1° 52′ 15″ E / 42.36260°N,1.87084°E                                                   | MA-15.061.01c | {{ca\|Avet de Das III (Das)}} · {{WLE-AD-ES\|MA-15.061.01c}} · {{Object location dec\|42.36260\|1.87084\|region:ES-CT_type:landmark_source:cawiki}} · [[Categoria:Outstanding trees of Catalonia]]                                   |                                                                                         |
| Libocedre de Masjoan                        |                                              | Calocedrus decurrens Exòtica           | 41,5 x 3,05 x 7,5                 | Espinelves (Osona)                                                                                                  | MA-24.063.36  | {{ca\|Libocedre de Masjoan (Espinelves)}} · {{WLE-AD-ES\|MA-24.063.36}} · {{Object location dec\| | region:ES-CT_type:landmark_source:cawiki}} [[Categoria:Outstanding trees of Catalonia]] |
| Libocedres de Les III                       |                                              | Calocedrus decurrens Exòtica           | - x 3,95 x -                      | Les (Vall d'Aran)                                                                                                   | MA-39.121.31c | {{ca\|Libocedres de Les III (Les)}} · {{WLE-AD-ES\|MA-39.121.31c}} · {{Object location dec\| | region:ES-CT_type:landmark_source:cawiki}} [[Categoria:Outstanding trees of Catalonia]] |
| Libocedre del Noguer                        |                                              | Calocedrus decurrens Exòtica           | 30,0 x 3,20 x 12,9                | Viladrau (Osona) | MA-24.320.33  | {{ca\|Libocedre del Noguer (Viladrau)}} · {{WLE-AD-ES\|MA-24.320.33}} · {{Object location dec\| | region:ES-CT_type:landmark_source:cawiki}} [[Categoria:Outstanding trees of Catalonia]] |
| Cedre (de l'Atles) de Masjoan               | AM                                           | Cedrus atlantica Exòtica               | 36,5 x 3,66 x 20,0                | Espinelves (Osona) 41° 52′ 11″ N, 2° 24′ 49″ E / 41.86978°N,2.41361°E                                               | MA-24.063.08  | {{ca\|Cedre de Masjoan (Espinelves)}} · {{WLE-AD-ES\|MA-24.063.08}} · {{Object location dec\|41.86978\|2.41361\|region:ES-CT_type:landmark_source:cawiki}} · [[Categoria:Outstanding trees of Catalonia]]                            |                                                                                         |
| Cedre del Jardí del Salesians II            | AM previst                                   | Cedrus atlantica Exòtica               | 28,0 x 4,40 x 18,9                | Vimbodí i Poblet Jardí dels Salesians, Poblet (Conca de Barberà) 41° 22′ 51″ N, 1° 04′ 47″ E / 41.38079°N,1.07986°E | MA-16.176.01  | {{ca\|Cedre del Jardí del Salesians II (Vimbodí i Poblet)}} · {{WLE-AD-ES\|MA-16.176.01}} · {{Object location dec\|41.38079\|1.07986\|region:ES-CT_type:landmark_source:cawiki}} · [[Categoria:Outstanding trees of Catalonia]]      |                                                                                         |
| Cedre del Parc Samà                         | DUC, JH Parc Samà                            | Cedrus atlantica Exòtica               | 24,0 x 3,40 x 24,5                | Cambrils (Baix Camp)                                                                                                | MA-08.038.26  | {{ca\|Cedre del Parc Samà (Cambrils)}} · {{WLE-AD-ES\|MA-08.038.26}} · {{Object location dec\| | region:ES-CT_type:landmark_source:cawiki}} [[Categoria:Outstanding trees of Catalonia]] |
| Cedre de Masjoan II                         |                                              | Cedrus deodara Exòtica                 | 40,0 x 2,92 x 11,1                | Espinelves (Osona)                                                                                                  | MA-24.063.35  | {{ca\|Cedre de Masjoan II (Espinelves)}} · {{WLE-AD-ES\|MA-24.063.35}} · {{Object location dec\| | region:ES-CT_type:landmark_source:cawiki}} [[Categoria:Outstanding trees of Catalonia]] |
| Cedre de Ca n'Amat de la Muntanya           |                                              | Cedrus deodara Exòtica                 | 29,0 x 3,37 x 20,0                | Terrassa (Vallès Occidental)                                                                                        | MA-40.279.37  | {{ca\|Cedre de Ca n'Amat de la Muntanya (Terrassa)}} · {{WLE-AD-ES\|MA-40.279.37}} · {{Object location dec\| | region:ES-CT_type:landmark_source:cawiki}} [[Categoria:Outstanding trees of Catalonia]] |
| Cedre dels Sors                             |                                              | Cedrus deodara Exòtica                 | 31,5 x 3,56 x 17,0                | Seva (Osona) | MA-24.269.41  | {{ca\|Cedre dels Sors (Seva)}} · {{WLE-AD-ES\|MA-24.269.41}} · {{Object location dec\| | region:ES-CT_type:landmark_source:cawiki}} [[Categoria:Outstanding trees of Catalonia]] |
| Cedre del Noguer                            |                                              | Cedrus sp. Exòtica                     | 31,5 x 3,23 x 21,1                | Viladrau (Osona) | MA-24.320.32  | {{ca\|Cedre del Noguer (Viladrau)}} · {{WLE-AD-ES\|MA-24.320.32}} · {{Object location dec\| | region:ES-CT_type:landmark_source:cawiki}} [[Categoria:Outstanding trees of Catalonia]] |
| Xiprer (d'Arizona) dels Sors                |                                              | Cupressus arizonica Exòtica            | 19,5 x 3,22 x 13,3                | Seva (Osona) | MA-24.269.49  | {{ca\|Xiprer dels Sors (Seva)}} · {{WLE-AD-ES\|MA-24.269.49}} · {{Object location dec\| | region:ES-CT_type:landmark_source:cawiki}} [[Categoria:Outstanding trees of Catalonia]] |
| Xiprer del Roquer                           |                                              | Cupressus lusitanica Exòtica           | 21,5 x 2,88 x 14,3                | Arbúcies (Selva) | MA-34.009.38  | {{ca\|Xiprer del Roquer (Arbúcies)}} · {{WLE-AD-ES\|MA-34.009.38}} · {{Object location dec\| | region:ES-CT_type:landmark_source:cawiki}} [[Categoria:Outstanding trees of Catalonia]] |
| Cuprés del Parc Samà                        | JH Parc Samà                                 | Cupressus macrocarpa Exòtica 1881      | 28,0 x 2,00 x 9,3                 | Cambrils (Baix Camp)                                                                                                | MA-08.038.28  | {{ca\|Cuprés del Parc Samà (Cambrils)}} · {{WLE-AD-ES\|MA-08.038.28}} · {{Object location dec\| | region:ES-CT_type:landmark_source:cawiki}} [[Categoria:Outstanding trees of Catalonia]] |
| Cuprés de Can Figueres                      | AM                                           | Cupressus macrocarpa Exòtica, malmès   | 18,5 x 6,08 x 18,0                | Premià de Dalt Can Figueres (Maresme) 41° 30′ 16″ N, 2° 20′ 49″ E / 41.50451°N,2.34694°E                            | MA-21.230.01  | {{ca\|Cuprés de Can Figueres (Premià de Dalt)}} · {{WLE-AD-ES\|MA-21.230.01}} · {{Object location dec\|41.50451\|2.34694\|region:ES-CT_type:landmark_source:cawiki}} · [[Categoria:Cuprés de Can Figueras]]                          |                                                                                         |
| Cuprés d'Hort d'Iglésies II                 |                                              | Cupressus macrocarpa Exòtica           | 17,0 x 3,08 x 18,8                | La Selva del Camp (Baix Camp)                                                                                       | MA-08.145.33  | {{ca\|Cuprés d'Hort d'Iglésies II (la Selva del Camp)}} · {{WLE-AD-ES\|MA-08.145.33}} · {{Object location dec\| | region:ES-CT_type:landmark_source:cawiki}} [[Categoria:Outstanding trees of Catalonia]] |
| Xiprer de Sant Jeroni I                     |                                              | Cupressus sempervirens Exòtica         | 15,5 x 4,25 x 6,5                 | Mora d'Ebre (Ribera d'Ebre)                                                                                         | MA-30.093.31a | {{ca\|Xiprer de Sant Jeroni I (Mora d'Ebre)}} · {{WLE-AD-ES\|MA-30.093.31a}} · {{Object location dec\| | region:ES-CT_type:landmark_source:cawiki}} [[Categoria:Outstanding trees of Catalonia]] |
| Xiprer de Sant Jeroni II                    |                                              | Cupressus sempervirens Exòtica         | 26,0 x 2,75 x -                   | Mora d'Ebre (Ribera d'Ebre)                                                                                         | MA-30.093.31b | {{ca\|Xiprer de Sant Jeroni II (Mora d'Ebre)}} · {{WLE-AD-ES\|MA-30.093.31b}} · {{Object location dec\| | region:ES-CT_type:landmark_source:cawiki}} [[Categoria:Outstanding trees of Catalonia]] |
| Xiprer de Santa Cristina                    |                                              | Cupressus sempervirens Exòtica         | 17,0 x 4,10 x 10,3                | Lloret de Mar (Selva)                                                                                               | MA-34.095.33  | {{ca\|Xiprer de Santa Cristina (Lloret de Mar)}} · {{WLE-AD-ES\|MA-34.095.33}} · {{Object location dec\| | region:ES-CT_type:landmark_source:cawiki}} [[Categoria:Outstanding trees of Catalonia]] |
| Ciques de Marianao                          | AL                                           | Cycas revoluta Exòtica                 | 3,0 x 1,10 x 2,2                  | Sant Boi de Llobregat (Baix Llobregat)                                                                              | MA-11.200.21  | {{ca\|Ciques de Marianao (Sant Boi de Llobregat)}} · {{WLE-AD-ES\|MA-11.200.21}} · {{Object location dec\| | region:ES-CT_type:landmark_source:cawiki}} [[Categoria:Outstanding trees of Catalonia]] |
| Ginkgo dels Jardins de la Universitat       | AL                                           | Ginkgo biloba 1904                     | 17,0 x 1,50 x 12,0                | Barcelona (Barcelonès) 41° 23′ 11″ N, 2° 09′ 45″ E / 41.38643°N,2.16261°E                                           | MA-13.920.09  | {{ca\|Ginkgo dels Jardins de la Universitat (Barcelona)}} · {{WLE-AD-ES\|MA-13.920.09}} · {{Object location dec\|41.38643\|2.16261\|region:ES-CT_type:landmark_source:cawiki}} · [[Categoria:Ginkgo dels Jardins de la Universitat]] |                                                                                         |
| Ginebre del Peu del Terme                   |                                              | Juniperus oxycedrus Salvatge           | 11,6 x 1,80 x 7,0                 | Cabó (Alt Urgell)                                                                                                   | MA-04.061.32  | {{ca\|Ginebre del Peu del Terme (Cabó)}} · {{WLE-AD-ES\|MA-04.061.32}} · {{Object location dec\| | region:ES-CT_type:landmark_source:cawiki}} [[Categoria:Outstanding trees of Catalonia]] |
| Ginebre del Casademont                      | AM                                           | Juniperus oxycedrus Salvatge           | 10,0 x 3,48 x 12,0                | El Brull (Osona) 41° 49′ 04″ N, 2° 17′ 34″ E / 41.81782°N,2.29286°E                                                 | MA-24.026.01  | {{ca\|Ginebre del Casademont (el Brull)}} · {{WLE-AD-ES\|MA-24.026.01}} · {{Object location dec\|41.81782\|2.29286\|region:ES-CT_type:landmark_source:cawiki}} · [[Categoria:Outstanding trees of Catalonia]]                        |                                                                                         |
| Càdec del Boixaus                           | AM                                           | Juniperus oxycedrus Rural              | 11,0 x 2,60 x 13,5                | Arbúcies (Selva) 41° 48′ 44″ N, 2° 27′ 27″ E / 41.81221°N,2.45738°E                                                 | MA-34.009.02  | {{ca\|Càdec del Boixaus (Arbúcies)}} · {{WLE-AD-ES\|MA-34.009.02}} · {{Object location dec\|41.81221\|2.45738\|region:ES-CT_type:landmark_source:cawiki}} · [[Categoria:Outstanding trees of Catalonia]]                             |                                                                                         |
| Savina de Borente                           | AM previst                                   | Juniperus thurifera Salvatge           | 7,0 x 1,47 x 7,3                  | Vall de Cardós (Pallars Sobirà) 42° 33′ 08″ N, 1° 13′ 15″ E / 42.55211°N,1.22077°E                                  | MA-26.901.01  | {{ca\|Savina de Borente (Vall de Cardós)}} · {{WLE-AD-ES\|MA-26.901.01}} · {{Object location dec\|42.55211\|1.22077\|region:ES-CT_type:landmark_source:cawiki}} · [[Categoria:Outstanding trees of Catalonia]]                       |                                                                                         |
| Savina d'Arati                              | AM                                           | Juniperus thurifera Salvatge           | 7,0 x 1,15 x 8,1                  | Alins (Pallars Sobirà) 42° 34′ 03″ N, 1° 19′ 32″ E / 42.56738°N,1.32566°E                                           | MA-26.017.02  | {{ca\|Savina d'Arati (Alins)}} · {{WLE-AD-ES\|MA-26.017.02}} · {{Object location dec\|42.56738\|1.32566\|region:ES-CT_type:landmark_source:cawiki}} · [[Categoria:Outstanding trees of Catalonia]]                                   |                                                                                         |
| Sabina (de Virgínia) del Roquer             |                                              | Juniperus virginiana Exòtica 1873      | 21,0 x 1,73 x 8,0                 | Arbúcies (Selva) | MA-34.009.36  | {{ca\|Sabina del Roquer (Arbúcies)}} · {{WLE-AD-ES\|MA-34.009.36}} · {{Object location dec\| | region:ES-CT_type:landmark_source:cawiki}} [[Categoria:Outstanding trees of Catalonia]] |
| Picea de Lés I                              |                                              | Picea abies Exòtica 1873               | 21,0 x 1,73 x 8,0                 | Les (Vall d'Aran)                                                                                                   | MA-39.121.31  | {{ca\|Picea de Lés I (Les)}} · {{WLE-AD-ES\|MA-39.121.31}} · {{Object location dec\| | region:ES-CT_type:landmark_source:cawiki}} [[Categoria:Outstanding trees of Catalonia]] |
| Pícea blava del Noguer                      |                                              | Picea pungens var. glauca Exòtica      | 24,5 x 2,29 x 9,0                 | Viladrau (Osona) | MA-24.320.43  | {{ca\|Pícea blava del Noguer (Viladrau)}} · {{WLE-AD-ES\|MA-24.320.43}} · {{Object location dec\| | region:ES-CT_type:landmark_source:cawiki}} [[Categoria:Outstanding trees of Catalonia]] |
| Pi de Canàries del Parc de Tortosa          |                                              | Pinus canariensis Salvatge             | 28,0 x 2,42 x 10,5                | Tortosa (Baix Ebre)                                                                                                 | MA-09.155.33  | {{ca\|Pi de Canàries del Parc de Tortosa}} · {{WLE-AD-ES\|MA-09.155.33}} · {{Object location dec\| | region:ES-CT_type:landmark_source:cawiki}} [[Categoria:Outstanding trees of Catalonia]] |
| Pi de Can Ferrer del Coll II                | DM                                           | Pinus halepensis Salvatge              | 37,0 x 2,86 x 16,6                | Piera (Anoia) 41° 30′ 03″ N, 1° 42′ 55″ E / 41.5007°N,1.7153°E                                                      | MA-06.161.01b | {{ca\|Pi de Can Ferrer del Coll II (Piera)}} · {{WLE-AD-ES\|MA-06.161.01b}} · {{Object location dec\|41.5007\|1.7153\|region:ES-CT_type:landmark_source:cawiki}} · [[Categoria:Outstanding trees of Catalonia]]                      |                                                                                         |
| Pi de Cal Pino, o Pi de la Palma            | AM                                           | Pinus halepensis Rural                 | 13,5 x 4,90 x 22,0                | La Palma d'Ebre (Ribera d'Ebre) 41° 17′ 15″ N, 0° 40′ 02″ E / 41.28761°N,0.66715°E                                  | MA-30.099.01  | {{ca\|Pi de Cal Pino (la Palma d'Ebre)}} · {{WLE-AD-ES\|MA-30.099.01}} · {{Object location dec\|41.28761\|0.66715\|region:ES-CT_type:landmark_source:cawiki}} · [[Categoria:Outstanding trees of Catalonia]]                         |                                                                                         |
| Pi dels Teixells o Tegells                  | AC                                           | Pinus halepensis Rural                 | 21,5 x 4,05 x 26,3                | Cambrils (Baix Camp) 41° 06′ 01″ N, 1° 00′ 07″ E / 41.10029°N,1.00181°E                                             | MA-08.038.12  | {{ca\|Pi dels Teixells (Cambrils)}} · {{WLE-AD-ES\|MA-08.038.12}} · {{Object location dec\|41.10029\|1.00181\|region:ES-CT_type:landmark_source:cawiki}} · [[Categoria:Outstanding trees of Catalonia]]                              |                                                                                         |
| Pi Gros del Retaule                         | AM                                           | Pinus nigra subsp. salzmannii Salvatge | 31,5 x 4,60 x 22,5                | La Sénia (Montsià) 40° 44′ 51″ N, 0° 15′ 53″ E / 40.74760°N,0.26475°E                                               | MA-22.044.02  | {{ca\|Pi Gros del Retaule (la Sénia)}} · {{WLE-AD-ES\|MA-22.044.02}} · {{Object location dec\|40.74760\|0.26475\|region:ES-CT_type:landmark_source:cawiki}} · [[Categoria:Outstanding trees of Catalonia]]                           |                                                                                         |
| Pi del Soler                                | AM                                           | Pinus nigra subsp. salzmannii          | 31,0 x 4,04 x 24,7                | Sant Hilari Sacalm (Selva) 41° 55′ 23″ N, 2° 30′ 58″ E / 41.92313°N,2.51617°E                                       | MA-34.164.01  | {{ca\|Pi del Soler (Sant Hilari Sacalm)}} · {{WLE-AD-ES\|MA-34.164.01}} · {{Object location dec\|41.92313\|2.51617\|region:ES-CT_type:landmark_source:cawiki}} · [[Categoria:Outstanding trees of Catalonia]]                        |                                                                                         |
| Pinastre de Can Selva                       |                                              | Pinus pinaster Cultivat                | 27,0 x 2,34 x -                   | Vilobí d'Onyar (Selva)                                                                                              | MA-34.233.31  | {{ca\|Pinastre de Can Selva (Vilobí d'Onyar)}} · {{WLE-AD-ES\|MA-34.233.31}} · {{Object location dec\| | region:ES-CT_type:landmark_source:cawiki}} [[Categoria:Outstanding trees of Catalonia]] |
| Pinastre de la Torre                        |                                              | Pinus pinaster Cultivat                | 26,0 x 2,41 x 12,8                | Vidreres (Selva) | MA-34.213.35  | {{ca\|Pinastre de la Torre (Vidreres)}} · {{WLE-AD-ES\|MA-34.213.35}} · {{Object location dec\| | region:ES-CT_type:landmark_source:cawiki}} [[Categoria:Outstanding trees of Catalonia]] |
| Pi del Pla dels Naps                        |                                              | Pinus pinaster Cultivat                | 11,5 x 1,48 x 13,8                | Santa Eulàlia de Ronçana (Vallès Oriental)                                                                          | MA-41.248.34  | {{ca\|Pi del Pla dels Naps (Santa Eulàlia de Ronçana)}} · {{WLE-AD-ES\|MA-41.248.34}} · {{Object location dec\| | region:ES-CT_type:landmark_source:cawiki}} [[Categoria:Outstanding trees of Catalonia]] |
| Pi de Can Ferrer del Coll                   | DM                                           | Pinus pinea Salvatge                   | 32,0 x 3,27 x -                   | Piera (Anoia) 41° 30′ 03″ N, 1° 42′ 55″ E / 41.5007°N,1.7153°E                                                      | MA-06.161.01c | {{ca\|Pi de Can Ferrer del Coll (Piera)}} · {{WLE-AD-ES\|MA-06.161.01c}} · {{Object location dec\|41.5007\|1.7153\|region:ES-CT_type:landmark_source:cawiki}} · [[Categoria:Outstanding trees of Catalonia]]                         |                                                                                         |
| Pi del Burgar                               | AC                                           | Pinus pinea Salvatge                   | 22,5 x 4,70 x 18,8                | Reus (Baix Camp) 41° 10′ 33″ N, 1° 08′ 18″ E / 41.17588°N,1.13821°E                                                 | MA-08.123.21  | {{ca\|Pi del Burgar (Reus)}} · {{WLE-AD-ES\|MA-08.123.21}} · {{Object location dec\|41.17588\|1.13821\|region:ES-CT_type:landmark_source:cawiki}} · [[Categoria:Outstanding trees of Catalonia]]                                     |                                                                                         |
| Pi de les Planes, o Pi de l'Aleixar         | AM                                           | Pinus pinea Salvatge                   | 19,5 x 4,55 x 27,6                | L'Aleixar (Baix Camp) 41° 12′ 39″ N, 1° 02′ 46″ E / 41.21089°N,1.04612°E                                            | MA-08.007.02  | {{ca\|Pi de les Planes (l'Aleixar)}} · {{WLE-AD-ES\|MA-08.007.02}} · {{Object location dec\|41.21089\|1.04612\|region:ES-CT_type:landmark_source:cawiki}} · [[Categoria:Outstanding trees of Catalonia]]                             |                                                                                         |
| Pi insigne de Cal Músic                     |                                              | Pinus radiata Exòtica                  | 33,0 x 1,42 x 6,0                 | Massanes (Selva) | MA-34.101.32  | {{ca\|Pi insigne de Cal Músic (Massanes)}} · {{WLE-AD-ES\|MA-34.101.32}} · {{Object location dec\| | region:ES-CT_type:landmark_source:cawiki}} [[Categoria:Outstanding trees of Catalonia]] |
| Pi insigne de Can Valls                     |                                              | Pinus radiata Exòtica                  | 31,0 x 3,04 x -                   | Sant Celoni (Vallès Oriental) 41° 40′ 09″ N, 2° 30′ 36″ E / 41.66909°N,2.51004°E                                    | MA-41.202.45  | {{ca\|Pi insigne de Can Valls (Sant Celoni)}} · {{WLE-AD-ES\|MA-41.202.45}} · {{Object location dec\|41.66909\|2.51004\|region:ES-CT_type:landmark_source:cawiki}} · [[Categoria:Outstanding trees of Catalonia]]                    |                                                                                         |
| Pi del Coll de la Balma                     |                                              | Pinus sylvestris Salvatge              | 31,0 x 1,40 x -                   | Saldes (Berguedà)                                                                                                   | MA-14.190.33  | {{ca\|Pi del Coll de la Balma (Saldes)}} · {{WLE-AD-ES\|MA-14.190.33}} · {{Object location dec\| | region:ES-CT_type:landmark_source:cawiki}} [[Categoria:Outstanding trees of Catalonia]] |
| Pi de l'Orri I                              | PNT Cadí-Moixeró                             | Pinus sylvestris Salvatge              | 18,0 x 4,35 x 17,9                | Cava (Alt Urgell) 42° 13′ 25″ N, 1° 45′ 28″ E / 42.223558°N,1.757763°E                                              | MA-04.071.31  | {{ca\|Pi de l'Orri I (Cava)}} · {{WLE-AD-ES\|MA-04.071.31}} · {{Object location dec\|42.223558\|1.757763\|region:ES-CT_type:landmark_source:cawiki}} · [[Categoria:Outstanding trees of Catalonia]]                                  |                                                                                         |
| Pi de l'Orri III                            | PNT Cadí-Moixeró                             | Pinus sylvestris Salvatge              | - x 5,70 x -                      | Cava (Alt Urgell)                                                                                                   | MA-04.071.33  | {{ca\|Pi de l'Orri III (Cava)}} · {{WLE-AD-ES\|MA-04.071.33}} · {{Object location dec\| | region:ES-CT_type:landmark_source:cawiki}} [[Categoria:Outstanding trees of Catalonia]] |
| Pi d'Amitges II                             | PNC Aigüestortes i Estany de Sant Maurici    | Pinus uncinata Salvatge                | 15,5 x 2,79 x 10,5                | Espot (Pallars Sobirà)                                                                                              | MA-26.082.01b | {{ca\|Pi d'Amitges II (Espot)}} · {{WLE-AD-ES\|MA-26.082.01b}} · {{Object location dec\| | region:ES-CT_type:landmark_source:cawiki}} [[Categoria:Outstanding trees of Catalonia]] |
| Pi de Peixerani                             | AM PNC Aigüestortes i Estany de Sant Maurici | Pinus uncinata Salvatge                | 15,0 x 5,01 x 14,8                | Vall de Boí (Pallars Sobirà) 42° 34′ 19″ N, 0° 57′ 20″ E / 42.57206°N,0.95567°E                                     | MA-05.043.03  | {{ca\|Pi de Peixerani (Vall de Boí)}} · {{WLE-AD-ES\|MA-05.043.03}} · {{Object location dec\|42.57206\|0.95567\|region:ES-CT_type:landmark_source:cawiki}} · [[Categoria:Outstanding trees of Catalonia]]                            |                                                                                         |
| Avet de Douglas de Ca l'Herbolari           |                                              | Pseudotsuga menziesii Exòtica          | 31,5 x 3,15 x 19,6                | Viladrau (Osona) | MA-24.320.34  | {{ca\|Avet de Douglas de Ca l'Herbolari (Viladrau)}} · {{WLE-AD-ES\|MA-24.320.34}} · {{Object location dec\| | region:ES-CT_type:landmark_source:cawiki}} [[Categoria:Outstanding trees of Catalonia]] |
| Sequoia roja del Noguer                     | AM                                           | Sequoia sempervirens Exòtica           | 37,0 x 4,97 x 21,5                | Viladrau (Osona) 41° 50′ 21″ N, 2° 23′ 23″ E / 41.83923°N,2.38966°E                                                 | MA-24.320.01  | {{ca\|Sequoia roja del Noguer (Viladrau)}} · {{WLE-AD-ES\|MA-24.320.01}} · {{Object location dec\|41.83923\|2.38966\|region:ES-CT_type:landmark_source:cawiki}} · [[Categoria:Outstanding trees of Catalonia]]                       |                                                                                         |
| Sequoia de Tortadès, o Bella Antònia        | AM                                           | Sequoiadendron giganteum Exòtica 1870  | 48,0 x 6,34 x 16,0                | Vilanova de Sau (Osona) 41° 53′ 57″ N, 2° 26′ 19″ E / 41.89927°N,2.43853°E                                          | MA-24.303.01  | {{ca\|Sequoia de Tortadès (Vilanova de Sau)}} · {{WLE-AD-ES\|MA-24.303.01}} · {{Object location dec\|41.89927\|2.43853\|region:ES-CT_type:landmark_source:cawiki}} · [[Categoria:Outstanding trees of Catalonia]]                    |                                                                                         |
| Sequoia del Llac                            |                                              | Sequoiadendron giganteum Exòtica       | 33,5 x 7,88 x 14,0                | Puigcerdà (Cerdanya)                                                                                                | MA-15.141.31  | {{ca\|Sequoia del Llac (Puigcerdà)}} · {{WLE-AD-ES\|MA-15.141.31}} · {{Object location dec\| | region:ES-CT_type:landmark_source:cawiki}} [[Categoria:Outstanding trees of Catalonia]] |
| Sequoia de Masjoan                          | AM                                           | Sequoiadendron giganteum Exòtica 1911  | 38,0 x 5,89 x 18,9                | Espinelves (Osona) 41° 52′ 14″ N, 2° 24′ 44″ E / 41.87053°N,2.41214°E                                               | MA-24.063.07  | {{ca\|Sequoia de Masjoan (Espinelves)}} · {{WLE-AD-ES\|MA-24.063.07}} · {{Object location dec\|41.87053\|2.41214\|region:ES-CT_type:landmark_source:cawiki}} · [[Categoria:Outstanding trees of Catalonia]]                          |                                                                                         |
| Xiprer dels pantans del Sors                | AM                                           | Taxodium distichum Exòtica 1902        | 22,0 x 2,70 x 13,0                | Seva (Osona) | MA-24.269.39  | {{ca\|Xiprer dels pantans del Sors (Seva)}} · {{WLE-AD-ES\|MA-24.269.39}} · {{Object location dec\| | region:ES-CT_type:landmark_source:cawiki}} [[Categoria:Outstanding trees of Catalonia]] |
| Teix de Miralpeix I                         |                                              | Taxus baccata Cultivat                 | 18,0 x 2,18 x 11,3                | Manresa (Bages) | MA-07.113.33  | {{ca\|Teix de Miralpeix I (Manresa)}} · {{WLE-AD-ES\|MA-07.113.33}} · {{Object location dec\| | region:ES-CT_type:landmark_source:cawiki}} [[Categoria:Outstanding trees of Catalonia]] |
| Teix de Marturi I                           | AM PNT dels Ports                            | Taxus baccata Salvatge                 | 7,0 x 5,82 x 9,0                  | Roquetes (Baix Ebre) 40° 46′ 48″ N, 0° 18′ 47″ E / 40.77988°N,0.31307°E                                             | MA-09.133.01a | {{ca\|Teix de Marturi I (Roquetes)}} · {{WLE-AD-ES\|MA-09.133.01a}} · {{Object location dec\|40.77988\|0.31307\|region:ES-CT_type:landmark_source:cawiki}} · [[Categoria:Outstanding trees of Catalonia]]                            |                                                                                         |
| Teix del Torrent de l'Orri                  | AM                                           | Taxus baccata Salvatge                 | 12,0 x 4,59 x 16,6                | Sales de Llierca (Garrotxa) 42° 16′ 57″ N, 2° 38′ 46″ E / 42.28240°N,2.64619°E                                      | MA-19.154.01  | {{ca\|Teix del Torrent de l'Orri (Sales de Llierca)}} · {{WLE-AD-ES\|MA-19.154.01}} · {{Object location dec\|42.28240\|2.64619\|region:ES-CT_type:landmark_source:cawiki}} · [[Categoria:Outstanding trees of Catalonia]]            |                                                                                         |
| Xiprer (quadrivalvi) del Palau de Pedralbes | AL                                           | Tetraclinis articulata Cultivat        | 12,0 x 1,90 x 5,7                 | Barcelona (Barcelonès) 41° 23′ 13″ N, 2° 07′ 06″ E / 41.38695°N,2.11830°E                                           | MA-13.940.07  | {{ca\|Xiprer del Palau de Pedralbes (Barcelona)}} · {{WLE-AD-ES\|MA-13.940.07}} · {{Object location dec\|41.38695\|2.11830\|region:ES-CT_type:landmark_source:cawiki}} · [[Categoria:Xiprer del Palau de Pedralbes]]                 |                                                                                         |
| Tuia gegant del Sors                        |                                              | Thuja plicata Exòtica 1901             | 20,0 x 2,00 x 9,0                 | Seva (Osona) | MA-24.269.50  | {{ca\|Tuia gegant del Sors (Seva)}} · {{WLE-AD-ES\|MA-24.269.50}} · {{Object location dec\| | region:ES-CT_type:landmark_source:cawiki}} [[Categoria:Outstanding trees of Catalonia]] |
| Tuia de Can Coll                            |                                              | Thuja plicata Exòtica                  | 19,0 x 2,97 x 7,9                 | Seva (Osona) | MA-24.269.59  | {{ca\|Tuia de Can Coll (Seva)}} · {{WLE-AD-ES\|MA-24.269.59}} · {{Object location dec\| | region:ES-CT_type:landmark_source:cawiki}} [[Categoria:Outstanding trees of Catalonia]] |

## Angiospermae dicotyledonae
Rànquing dels arbres angiospermes, classe dicotiledònies.
| Nom                                              | Protecció                                                     | Espècie / situació                                                       | Alçària x volt del canó x capçada | Localització                                                                                                  | Codi          | Imatge |                                                                                         |
| ------------------------------------------------ | ------------------------------------------------------------- | ------------------------------------------------------------------------ | --------------------------------- | --- | ------------- | --- | --------------------------------------------------------------------------------------- |
| Auró del Remei                                   | AM previst                                                    | Acer campestre Cultivat                                                  | 18,0 x 3,22 x 18,7                | Camprodon (Ripollès) 42° 17′ 27″ N, 2° 22′ 31″ E / 42.29087°N,2.37523°E                                       | MA-31.039.01  | {{ca\|Auró del Remei (Camprodon)}} · {{WLE-AD-ES\|MA-31.039.01}} · {{Object location dec\|42.29087\|2.37523\|region:ES-CT_type:landmark_source:cawiki}} · [[Categoria:Outstanding trees of Catalonia]]                                        |                                                                                         |
| Auró negre de Pedra Dreta                        |                                                               | Acer monspessulanum Salvatge                                             | 12,0 x 1,70 x 13,3                | Rabós (Alt Empordà)                                                                                           | MA-02.143.33  | {{ca\|Auró negre de Pedra Dreta (Rabós)}} · {{WLE-AD-ES\|MA-02.143.33}} · {{Object location dec\| | region:ES-CT_type:landmark_source:cawiki}} [[Categoria:Outstanding trees of Catalonia]] |
| Auró de Josepó                                   | AM previst PNT dels Ports                                     | Acer opalus subsp. granatense Salvatge                                   | 15,5 x 3,08 x 13,1                | Horta de Sant Joan (Terra Alta) 40° 51′ 33″ N, 0° 18′ 07″ E / 40.85908°N,0.30202°E                            | MA-37.071.05  | {{ca\|Auró de Josepó (Horta de Sant Joan)}} · {{WLE-AD-ES\|MA-37.071.05}} · {{Object location dec\|40.85908\|0.30202\|region:ES-CT_type:landmark_source:cawiki}} · [[Categoria:Outstanding trees of Catalonia]]                               |                                                                                         |
| Blada de Falgars                                 |                                                               | Acer opalus subsp. opalus Rural                                          | 14,0 x 1,68 x 11,3                | La Pobla de Lillet (Berguedà)                                                                                 | MA-14.166.32  | {{ca\|Blada de Falgars (la Pobla de Lillet)}} · {{WLE-AD-ES\|MA-14.166.32}} · {{Object location dec\| | region:ES-CT_type:landmark_source:cawiki}} [[Categoria:Outstanding trees of Catalonia]] |
| Plàtan fals del Passeig de Maristany             |                                                               | Acer pseudoplatanus Cultivat                                             | 26,0 x 1,85 x 12,0                | Camprodon (Ripollès)                                                                                          | MA-31.039.38  | {{ca\|Plàtan fals del Passeig de Maristany (Camprodon)}} · {{WLE-AD-ES\|MA-31.039.38}} · {{Object location dec\| | region:ES-CT_type:landmark_source:cawiki}} [[Categoria:Outstanding trees of Catalonia]] |
| Plàtan fals dels Ullals                          |                                                               | Acer pseudoplatanus Cultivat                                             | 14,5 x 2,23 x 11,0                | Alfara de Carles (Baix Ebre)                                                                                  | MA-09.008.33  | {{ca\|Plàtan fals dels Ullals (Alfara de Carles)}} · {{WLE-AD-ES\|MA-09.008.33}} · {{Object location dec\| | region:ES-CT_type:landmark_source:cawiki}} [[Categoria:Outstanding trees of Catalonia]] |
| Castanyer d'Índia dels Sors                      |                                                               | Aesculus hippocastanum Exòtica                                           | 25,0 x 2,84 x 14,1                | Seva (Osona)                                                                                                  | MA-24.269.40  | {{ca\|Castanyer d'Índia dels Sors (Seva)}} · {{WLE-AD-ES\|MA-24.269.40}} · {{Object location dec\| | region:ES-CT_type:landmark_source:cawiki}} [[Categoria:Outstanding trees of Catalonia]] |
| Castanyer d'Índia de Masjoan                     | AM                                                            | Aesculus hippocastanum Exòtica                                           | 23,0 x 3,55 x 12,2                | Espinelves (Osona) 41° 52′ 12″ N, 2° 24′ 32″ E / 41.87000°N,2.40902°E                                         | MA-24.063.05  | {{ca\|Castanyer d'Índia de Masjoan (Espinelves)}} · {{WLE-AD-ES\|MA-24.063.05}} · {{Object location dec\|41.87000\|2.40902\|region:ES-CT_type:landmark_source:cawiki}} · [[Categoria:Outstanding trees of Catalonia]]                         |                                                                                         |
| Castanyer d'Índia del Castell                    | AM                                                            | Aesculus hippocastanum Exòtica                                           | 22,0 x 2,74 x 19,8                | Castellar del Vallès (Vallès Occidental)                                                                      | MA-40.051.36  | {{ca\|Castanyer d'Índia del Castell (Castellar del Vallès)}} · {{WLE-AD-ES\|MA-40.051.36}} · {{Object location dec\| | region:ES-CT_type:landmark_source:cawiki}} [[Categoria:Outstanding trees of Catalonia]] |
| Arboç de Can Genoer                              | AM                                                            | Arbutus unedo Salvatge                                                   | 8,5 x 2,38 x 8,2                  | Cruïlles, Monells i Sant Sadurní de l'Heura (Baix Empordà) 41° 53′ 56″ N, 2° 59′ 16″ E / 41.89900°N,2.98791°E | MA-10.901.02  | {{ca\|Arboç de Can Genoer (Cruïlles, Monells i Sant Sadurní de l'Heura)}} · {{WLE-AD-ES\|MA-10.901.02}} · {{Object location dec\|41.89900\|2.98791\|region:ES-CT_type:landmark_source:cawiki}} · [[Categoria:Outstanding trees of Catalonia]] |                                                                                         |
| Boix de Valielles                                | EIN Serres de Busa-els Bastets-Lord                           | Buxus sempervivens Salvatge                                              | 13,0 x 0,70 x -                   | Montmajor (Berguedà)                                                                                          | MA-14.132.31  | {{ca\|Boix de Valielles (Montmajor)}} · {{WLE-AD-ES\|MA-14.132.31}} · {{Object location dec\| | region:ES-CT_type:landmark_source:cawiki}} [[Categoria:Outstanding trees of Catalonia]] |
| Boix de Can Coc                                  |                                                               | Buxus sempervivens Cultivat                                              | 12,0 x 1,50 x 5,5                 | Camprodon (Ripollès)                                                                                          | MA-31.039.33  | {{ca\|Boix de Can Coc (Camprodon)}} · {{WLE-AD-ES\|MA-31.039.33}} · {{Object location dec\| | region:ES-CT_type:landmark_source:cawiki}} [[Categoria:Outstanding trees of Catalonia]] |
| Boix de l'Església                               | AM                                                            | Buxus sempervivens Cultivat                                              | 6,00 x 0,94 x 7,60                | Montseny (Vallès Oriental) 41° 45′ 34″ N, 2° 23′ 41″ E / 41.75934°N,2.39485°E                                 | MA-41.137.01  | {{ca\|Boix de l'Església (Montseny)}} · {{WLE-AD-ES\|MA-41.137.01}} · {{Object location dec\|41.75934\|2.39485\|region:ES-CT_type:landmark_source:cawiki}} · [[Categoria:Outstanding trees of Catalonia]]                                     |                                                                                         |
| Càrpinus del Jardí Botànic Vell, Montjuïc        | AL                                                            | Carpinus betulus No homologat                                            | 30,0 x 2,90 x 20,0                | Barcelona (Barcelonès) 41° 22′ 01″ N, 2° 09′ 07″ E / 41.36701°N,2.15199°E                                     | MA-13.931.06  | {{ca\|Càrpinus del Jardí Botànic Vell (Barcelona)}} · {{WLE-AD-ES\|MA-13.931.06}} · {{Object location dec\|41.36701\|2.15199\|region:ES-CT_type:landmark_source:cawiki}} · [[Categoria:Càrpinus del Jardí Botànic Vell]]                      |                                                                                         |
| Nouer Americà de Remolins                        | AM previst                                                    | Carya illinoinensis Exòtica                                              | 22,5 x 2,88 x 31,0                | Tortosa (Baix Ebre) 40° 49′ 19″ N, 0° 31′ 30″ E / 40.82194°N,0.52493°E                                        | MA-09.155.03  | {{ca\|Nouer Americà de Remolins (Tortosa)}} · {{WLE-AD-ES\|MA-09.155.03}} · {{Object location dec\|40.82194\|0.52493\|region:ES-CT_type:landmark_source:cawiki}} · [[Categoria:Outstanding trees of Catalonia]]                               |                                                                                         |
| Castanyer de les Nou Branques                    | AM previst                                                    | Castanea sativa Salvatge                                                 | 24,5 x 7,35 x 18,2                | Viladrau (Osona) 41° 49′ 58″ N, 2° 23′ 36″ E / 41.83288°N,2.39335°E                                           | MA-24.320.05  | {{ca\|Castanyer de les Nou Branques (Viladrau)}} · {{WLE-AD-ES\|MA-24.320.05}} · {{Object location dec\|41.83288\|2.39335\|region:ES-CT_type:landmark_source:cawiki}} · [[Categoria:Castanyer de les Nou Branques]]                           |                                                                                         |
| Castanyer Gros de la Casa del Bosc, o de Can Cuc | AM                                                            | Castanea sativa Salvatge                                                 | 15,0 x 13,0 x 17,5                | Cànoves i Samalús (Vallès Oriental) 41° 44′ 12″ N, 2° 20′ 53″ E / 41.73657°N,2.34814°E                        | MA-41.042.01  | {{ca\|Castanyer Gros de la Casa del Bosc (Cànoves i Samalús)}} · {{WLE-AD-ES\|MA-41.042.01}} · {{Object location dec\|41.73657\|2.34814\|region:ES-CT_type:landmark_source:cawiki}} · [[Categoria:Castanyer de Can Cuc]]                      |                                                                                         |
| Casuarina del Parc de la Ciutadella              | AL                                                            | Casuarina cunninghamiana Exòtica                                         | 20,0 x 3,20 x 16,2                | Barcelona (Barcelonès) 41° 23′ 23″ N, 2° 11′ 13″ E / 41.38979°N,2.18703°E                                     | MA-13.911.03  | {{ca\|Casuarina del Parc de la Ciutadella (Barcelona)}} · {{WLE-AD-ES\|MA-13.911.03}} · {{Object location dec\|41.38979\|2.18703\|region:ES-CT_type:landmark_source:cawiki}} · [[Categoria:Outstanding trees of Catalonia]]                   |                                                                                         |
| Casuarina de Forgeron I                          |                                                               | Casuarina equisetifolia Exòtica                                          | 25,5 x 3,60 x 13,0                | Amposta (Montsià)                                                                                             | MA-22.014.32a | {{ca\|Casuarina de Forgeron I (Amposta)}} · {{WLE-AD-ES\|MA-22.014.32a}} · {{Object location dec\| | region:ES-CT_type:landmark_source:cawiki}} [[Categoria:Outstanding trees of Catalonia]] |
| Casuarina del Mas Moles                          |                                                               | Casuarina equisetifolia Exòtica                                          | 18,0 x 3,01 x 18,2                | Salou (Tarragonès)                                                                                            | MA-36.840.31  | {{ca\|Casuarina del Mas Moles (Salou)}} · {{WLE-AD-ES\|MA-36.840.31}} · {{Object location dec\| | region:ES-CT_type:landmark_source:cawiki}} [[Categoria:Outstanding trees of Catalonia]] |
| Catalpa de Vila-seca                             |                                                               | Catalpa bignonioides Exòtica                                             | 21,0 x 2,25 x 15,8                | Sant Vicenç de Torelló (Osona)                                                                                | MA-24.265.32  | {{ca\|Catalpa de Vila-seca (Sant Vicenç de Torelló)}} · {{WLE-AD-ES\|MA-24.265.32}} · {{Object location dec\| | region:ES-CT_type:landmark_source:cawiki}} [[Categoria:Outstanding trees of Catalonia]] |
| Lledoner d'Escaladei                             |                                                               | Celtis australis Cultivat                                                | 23,5 x 2,64 x 14,3                | Morera de Montsant (Priorat)                                                                                  | MA-26.096.32  | {{ca\|Lledoner d'Escaladei (Morera de Montsant)}} · {{WLE-AD-ES\|MA-26.096.32}} · {{Object location dec\| | region:ES-CT_type:landmark_source:cawiki}} [[Categoria:Outstanding trees of Catalonia]] |
| Lledoner del Mas del Lledoner                    | AM                                                            | Celtis australis Rural                                                   | 13,0 x 7,20 x 17,3                | Cervelló (Baix Llobregat) 41° 23′ 29″ N, 1° 54′ 17″ E / 41.39143°N,1.90479°E                                  | MA-11.068.01  | {{ca\|Lledoner del Mas del Lledoner (Cervelló)}} · {{WLE-AD-ES\|MA-11.068.01}} · {{Object location dec\|41.39143\|1.90479\|region:ES-CT_type:landmark_source:cawiki}} · [[Categoria:Outstanding trees of Catalonia]]                          |                                                                                         |
| Garrofer de Montcabrer, o Garrofer de Mataró     | AM                                                            | Ceratonia siliqua Cultivat                                               | 8,0 x 6,00 x 13,8                 | Cabrils (Maresme) 41° 31′ 25″ N, 2° 22′ 41″ E / 41.52362°N,2.37805°E                                          | MA-21.030.01  | {{ca\|Garrofer de Montcabrer (Cabrils)}} · {{WLE-AD-ES\|MA-21.030.01}} · {{Object location dec\|41.52362\|2.37805\|region:ES-CT_type:landmark_source:cawiki}} · [[Categoria:Outstanding trees of Catalonia]]                                  |                                                                                         |
| Garrofer del Cap de Sant Pere                    |                                                               | Ceratonia siliqua Cultivat                                               | 11,0 x 4,90 x 17,5                | Cambrils (Baix Camp)                                                                                          | MA-08.038.14  | {{ca\|Garrofer del Cap de Sant Pere (Cambrils)}} · {{WLE-AD-ES\|MA-08.038.14}} · {{Object location dec\| | region:ES-CT_type:landmark_source:cawiki}} [[Categoria:Outstanding trees of Catalonia]] |
| Arbre de l'amor del c. Panorama                  | AL                                                            | Cercis siliquastrum No homologat                                         | 10,0 x 2,01 x -                   | Barcelona (Barcelonès) 41° 25′ 09″ N, 2° 09′ 52″ E / 41.41906°N,2.16433°E                                     | MA-13.970.05  | {{ca\|Arbre de l'amor del c. Panorama (Barcelona)}} · {{WLE-AD-ES\|MA-13.970.05}} · {{Object location dec\|41.41906\|2.16433\|region:ES-CT_type:landmark_source:cawiki}} · [[Categoria:Arbre de l'amor del carrer Panorama]]                  |                                                                                         |
| Arbre de l'amor de la plaça Joanic               | AL                                                            | Cercis siliquastrum Exòtica                                              | 9,0 x 1,65 x 8,9                  | Barcelona (Barcelonès) 41° 24′ 20″ N, 2° 09′ 44″ E / 41.40563°N,2.16227°E                                     | MA-13.960.09  | {{ca\|Arbre de l'amor de la plaça Joanic (Barcelona)}} · {{WLE-AD-ES\|MA-13.960.09}} · {{Object location dec\|41.40563\|2.16227\|region:ES-CT_type:landmark_source:cawiki}} · [[Categoria:Arbre de l'amor de la plaça Joanic]]                |                                                                                         |
| Còcul del pati de l'Arxiu Maragall               | AL                                                            | Cocculus laurifolius Exòtica                                             | 9,8 x 1,20 x 12,5                 | Barcelona C. Alfons XII, 79 (Barcelonès) 41° 24′ 02″ N, 2° 08′ 49″ E / 41.40049°N,2.14691°E                   | MA-13.950.13  | {{ca\|Còcul del pati de l'Arxiu Maragall (Barcelona)}} · {{WLE-AD-ES\|MA-13.950.13}} · {{Object location dec\|41.40049\|2.14691\|region:ES-CT_type:landmark_source:cawiki}} · [[Categoria:Outstanding trees of Catalonia]]                    |                                                                                         |
| Avellaner Font de Pradelló                       |                                                               | Corylus avellana Salvatge                                                | 13,0 x 0,83 x 17,6                | Sant Celoni (Vallès Oriental)                                                                                 | MA-41.202.39  | {{ca\|Avellaner Font de Pradelló (Sant Celoni)}} · {{WLE-AD-ES\|MA-41.202.39}} · {{Object location dec\| | region:ES-CT_type:landmark_source:cawiki}} [[Categoria:Outstanding trees of Catalonia]] |
| Avellaner de Can Baladrell                       |                                                               | Corylus avellana Rural                                                   | 9,5 x 1,30 x 15,6                 | Fogars de Montclús (Vallès Oriental)                                                                          | MA-41.081.31  | {{ca\|Avellaner de Can Baladrell (Fogars de Montclús)}} · {{WLE-AD-ES\|MA-41.081.31}} · {{Object location dec\| | region:ES-CT_type:landmark_source:cawiki}} [[Categoria:Outstanding trees of Catalonia]] |
| Arç de la Creu del Rabadà                        |                                                               | Crataegus monogyna Salvatge                                              | 8,0 x 1,25 x 10,3                 | La Vall d'en Bas (Garrotxa) 42° 05′ 21″ N, 2° 24′ 56″ E / 42.08903°N,2.41542°E                                | MA-19.207.35  | {{ca\|Arç de la Creu del Rabadà (la Vall d'en Bas)}} · {{WLE-AD-ES\|MA-19.207.35}} · {{Object location dec\|42.08903\|2.41542\|region:ES-CT_type:landmark_source:cawiki}} · [[Categoria:Outstanding trees of Catalonia]]                      |                                                                                         |
| Arç de la Font de l'Arç                          |                                                               | Crataegus monogyna Salvatge                                              | 7,0 x 1,30 x -                    | Vidrà (Osona)                                                                                                 | MA-24.212.39  | {{ca\|Arç de la Font de l'Arç (Vidrà)}} · {{WLE-AD-ES\|MA-24.212.39}} · {{Object location dec\| | region:ES-CT_type:landmark_source:cawiki}} [[Categoria:Outstanding trees of Catalonia]] |
| Bucare (o Eritrina) del Teatre Grec, Montjuïc    | AL                                                            | Erythrina corallodendron Exòtica                                         | 17,0 x 2,70 x 17,9                | Barcelona (Barcelonès) 41° 22′ 09″ N, 2° 09′ 31″ E / 41.36928°N,2.15861°E                                     | MA-13.931.03  | {{ca\|Bucare del Teatre Grec (Barcelona)}} · {{WLE-AD-ES\|MA-13.931.03}} · {{Object location dec\|41.36928\|2.15861\|region:ES-CT_type:landmark_source:cawiki}} · [[Categoria:Eritrina del Teatre Grec]]                                      |                                                                                         |
| Eucaliptus de Jesús                              | AM                                                            | Eucalyptus camaldulensis Exòtica                                         | 31,0 x 5,08 x 31,5                | Tortosa (Baix Ebre) 40° 49′ 29″ N, 0° 30′ 40″ E / 40.82467°N,0.51118°E                                        | MA-09.155.02  | {{ca\|Eucaliptus de Jesús (Tortosa)}} · {{WLE-AD-ES\|MA-09.155.02}} · {{Object location dec\|40.82467\|0.51118\|region:ES-CT_type:landmark_source:cawiki}} · [[Categoria:Outstanding trees of Catalonia]]                                     |                                                                                         |
| Eucaliptus del Parc Central                      |                                                               | Eucalyptus globulus Exòtica                                              | 33,0 x 2,86 x 13,0                | Mataró (Maresme)                                                                                              | MA-21.121.31  | {{ca\|Eucaliptus del Parc Central (Mataró)}} · {{WLE-AD-ES\|MA-21.121.31}} · {{Object location dec\| | region:ES-CT_type:landmark_source:cawiki}} [[Categoria:Outstanding trees of Catalonia]] |
| Eucaliptus Residencial Port                      |                                                               | Eucalyptus globulus Exòtica                                              | 24,5 x 7,42 x 21,8                | Sant Andreu de Llavaneres (Maresme)                                                                           | MA-21.197.31  | {{ca\|Eucaliptus Residencial Port (Sant Andreu de Llavaneres)}} · {{WLE-AD-ES\|MA-21.197.31}} · {{Object location dec\| | region:ES-CT_type:landmark_source:cawiki}} [[Categoria:Outstanding trees of Catalonia]] |
| Faig de la Grevolosa II                          | AM EIN Serres de Milany-Santa Magdalena i Puigsacalm-Bellmunt | Fagus sylvatica Salvatge                                                 | 43,5 x 3,5 x -                    | Sant Pere de Torelló (Osona) 42° 06′ 18″ N, 2° 22′ 31″ E / 42.1050°N,2.3754°E                                 | MA-24.233.01b | {{ca\|Faig de la Grevolosa II (Sant Pere de Torelló)}} · {{WLE-AD-ES\|MA-24.233.01b}} · {{Object location dec\|42.1050\|2.3754\|region:ES-CT_type:landmark_source:cawiki}} · [[Categoria:Outstanding trees of Catalonia]]                     |                                                                                         |
| Faig Gros de les Molleres de Gresolet            | AM previst PNIN Massís del Pedraforca                         | Fagus sylvatica Salvatge, malmès                                         | 20,0 x 5,22 x 20,5                | Saldes (Berguedà) 42° 15′ 23″ N, 1° 41′ 56″ E / 42.25635°N,1.69883°E                                          | MA-14.190.02  | {{ca\|Faig Gros de les Molleres de Gresolet (Saldes)}} · {{WLE-AD-ES\|MA-14.190.02}} · {{Object location dec\|42.25635\|1.69883\|region:ES-CT_type:landmark_source:cawiki}} · [[Categoria:Outstanding trees of Catalonia]]                    |                                                                                         |
| Faig de la Pujada del Poble                      | AL                                                            | Fagus sylvatica Rural                                                    | 35,0 x 3,78 x 28,8                | Sant Quirze Safaja (Vallès Oriental)                                                                          | MA-41.239.11  | {{ca\|Faig de la Pujada del Poble (Sant Quirze Safaja)}} · {{WLE-AD-ES\|MA-41.239.11}} · {{Object location dec\| | region:ES-CT_type:landmark_source:cawiki}} [[Categoria:Outstanding trees of Catalonia]] |
| Figuera del Parc de les Aigües                   | AL                                                            | Ficus carica No homologat                                                | 8,0 x 2,10 x 6,0                  | Barcelona Parc de les Aigües (Barcelonès) 41° 24′ 48″ N, 2° 09′ 55″ E / 41.41338°N,2.16530°E                  | MA-13.970.10  | {{ca\|Figuera del Parc de les Aigües (Barcelona)}} · {{WLE-AD-ES\|MA-13.970.10}} · {{Object location dec\|41.41338\|2.16530\|region:ES-CT_type:landmark_source:cawiki}} · [[Categoria:Figuera del Parc de les Aigües]]                        |                                                                                         |
| Figuera de la finca Muralles                     |                                                               | Ficus carica Exòtica                                                     | 6,5 x 2,80 x 13,1                 | Vimbodí i Poblet (Conca de Barberà)                                                                           | MA-16.176.46  | {{ca\|Figuera de la finca Muralles (Vimbodí i Poblet)}} · {{WLE-AD-ES\|MA-16.176.46}} · {{Object location dec\| | region:ES-CT_type:landmark_source:cawiki}} [[Categoria:Outstanding trees of Catalonia]] |
| Ficus (de cautxú) del Col·legi de la Mercè       | AL                                                            | Ficus elastica No homologat                                              | 14,5 x 4,10 x 15,5                | Barcelona (Barcelonès) 41° 23′ 48″ N, 2° 09′ 48″ E / 41.39671°N,2.16325°E                                     | MA-13.920.12  | {{ca\|Ficus del Col·legi de la Mercè (Barcelona)}} · {{WLE-AD-ES\|MA-13.920.12}} · {{Object location dec\|41.39671\|2.16325\|region:ES-CT_type:landmark_source:cawiki}} · [[Categoria:Ficus del Col·legi de la Mercè]]                        |                                                                                         |
| Freixe d'Aiguaviva o de la Font d'Aiguaviva      | AM                                                            | Fraxinus angustifolia Rural                                              | 24,0 x 5,32 x 27,0                | El Montmell (Baix Penedès) 41° 21′ 05″ N, 1° 30′ 04″ E / 41.35135°N,1.50112°E                                 | MA-12.090.01  | {{ca\|Freixe d'Aiguaviva (el Montmell)}} · {{WLE-AD-ES\|MA-12.090.01}} · {{Object location dec\|41.35135\|1.50112\|region:ES-CT_type:landmark_source:cawiki}} · [[Categoria:Outstanding trees of Catalonia]]                                  |                                                                                         |
| Freixe de l'Aulet                                | AM                                                            | Fraxinus angustifolia Rural                                              | 21,0 x 5,90 x 23,0                | Vidreres (Selva) 41° 47′ 54″ N, 2° 49′ 26″ E / 41.79829°N,2.82396°E                                           | MA-34.213.03  | {{ca\|Freixe de l'Aulet (Vidreres)}} · {{WLE-AD-ES\|MA-34.213.03}} · {{Object location dec\|41.79829\|2.82396\|region:ES-CT_type:landmark_source:cawiki}} · [[Categoria:Outstanding trees of Catalonia]]                                      |                                                                                         |
| Freixe de la Fageda de Bonbac                    |                                                               | Fraxinus excelsior Salvatge                                              | 29,0 x 2,23 x -                   | Ripoll (Ripollès)                                                                                             | MA-31.147.35  | {{ca\|Freixe de la Fageda de Bonbac (Ripoll)}} · {{WLE-AD-ES\|MA-31.147.35}} · {{Object location dec\| | region:ES-CT_type:landmark_source:cawiki}} [[Categoria:Outstanding trees of Catalonia]] |
| Freixe de la Freixeneda                          |                                                               | Fraxinus excelsior Rural                                                 | 21,5 x 3,88 x 21,9                | La Vall d'en Bas (Garrotxa)                                                                                   | MA-19.207.34  | {{ca\|Freixe de la Freixeneda (la Vall d'en Bas)}} · {{WLE-AD-ES\|MA-19.207.34}} · {{Object location dec\| | region:ES-CT_type:landmark_source:cawiki}} [[Categoria:Outstanding trees of Catalonia]] |
| Freixe americà del Jardí Botànic Vell, Montjuïc  | AL                                                            | Fraxinus pennsylvanica Exòtica                                           | 30,0 x 3,00 x 22,5                | Barcelona (Barcelonès) 41° 22′ 02″ N, 2° 09′ 07″ E / 41.36718°N,2.15186°E                                     | MA-13.931.07  | {{ca\|Freixe americà del Jardí Botànic Vell (Barcelona)}} · {{WLE-AD-ES\|MA-13.931.07}} · {{Object location dec\|41.36718\|2.15186\|region:ES-CT_type:landmark_source:cawiki}} · [[Categoria:Freixe americà del Jardí Botànic Vell]]          |                                                                                         |
| Acàcia Vella de Can Mercader                     | AL                                                            | Gleditsia triacanthos Exòtica                                            | 15,0 x 3,16 x 6,2                 | Cornellà de Llobregat (Baix Llobregat) 41° 21′ 30″ N, 2° 05′ 06″ E / 41.358459°N,2.085132°E                   | MA-11.073.23  | {{ca\|Acàcia Vella de Can Mercader (Cornellà de Llobregat)}} · {{WLE-AD-ES\|MA-11.073.23}} · {{Object location dec\|41.358459\|2.085132\|region:ES-CT_type:landmark_source:cawiki}} · [[Categoria:Acàcia Vella de Can Mercader]]              |                                                                                         |
| Acàcia de l'Estació de Sant Andreu Comtal        | AL                                                            | Gleditsia triacanthos Exòtica, no homologat                              | 13,0 x 2,20 x 15,0                | Barcelona (Barcelonès) 41° 26′ 10″ N, 2° 11′ 35″ E / 41.43620°N,2.19300°E                                     | MA-13.990.03  | {{ca\|Acàcia de l'Estació St. Andreu Comtal (Barcelona)}} · {{WLE-AD-ES\|MA-13.990.03}} · {{Object location dec\|41.43620\|2.19300\|region:ES-CT_type:landmark_source:cawiki}} · [[Categoria:Acàcia de l'estació de Sant Andreu Comtal]]      |                                                                                         |
| Gymnoclade dels Jardins de la Vil·la Amèlia      | AL                                                            | Gymnocladus dioica No homologat                                          | 17,5 x 1,95 x 12,0                | Barcelona (Barcelonès)                                                                                        | MA-13.950.10  | {{ca\|Gymnoclade dels Jardins de la Vil·la Amèlia (Barcelona)}} · {{WLE-AD-ES\|MA-13.950.10}} · {{Object location dec\| | region:ES-CT_type:landmark_source:cawiki}} [[Categoria:Outstanding trees of Catalonia]] |
| Grèvol dels Gegants                              |                                                               | Ilex aquifolium Salvatge                                                 | 18,0 x 0,92 x 8,0                 | Mont-ral (Alt Camp)                                                                                           | MA-01.091.37  | {{ca\|Grèvol dels Gegants (Mont-ral)}} · {{WLE-AD-ES\|MA-01.091.37}} · {{Object location dec\| | region:ES-CT_type:landmark_source:cawiki}} [[Categoria:Outstanding trees of Catalonia]] |
| Grèvol de Mas Cerver                             |                                                               | Ilex aquifolium Rural                                                    | 14,0 x 1,65 x 8,7                 | Osor (Selva)                                                                                                  | MA-34.116.36  | {{ca\|Grèvol de Mas Cerver (Osor)}} · {{WLE-AD-ES\|MA-34.116.36}} · {{Object location dec\| | region:ES-CT_type:landmark_source:cawiki}} [[Categoria:Outstanding trees of Catalonia]] |
| Grèvol de les Salines                            |                                                               | Ilex aquifolium Salvatge                                                 | 13,0 x 0,91 x 11,5                | Maçanet de Cabrenys (Alt Empordà)                                                                             | MA-02.102.31  | {{ca\|Grèvol de les Salines (Maçanet de Cabrenys)}} · {{WLE-AD-ES\|MA-02.102.31}} · {{Object location dec\| | region:ES-CT_type:landmark_source:cawiki}} [[Categoria:Outstanding trees of Catalonia]] |
| Noguera negra de Can Vives                       |                                                               | Juglans nigra Cultivat                                                   | 23,5 x 2,45 x 19,3                | Seva (Osona)                                                                                                  | MA-24.269.35  | {{ca\|Noguera negra de Can Vives (Seva)}} · {{WLE-AD-ES\|MA-24.269.35}} · {{Object location dec\| | region:ES-CT_type:landmark_source:cawiki}} [[Categoria:Outstanding trees of Catalonia]] |
| Noguera de Sorribes                              |                                                               | Juglans regia Exòtica                                                    | 18,0 x 2,93 x 15,8                | Gósol (Berguedà)                                                                                              | MA-14.100.32  | {{ca\|Noguera de Sorribes (Gósol)}} · {{WLE-AD-ES\|MA-14.100.32}} · {{Object location dec\| | region:ES-CT_type:landmark_source:cawiki}} [[Categoria:Outstanding trees of Catalonia]] |
| Noguera de Ribetes                               |                                                               | Juglans regia Exòtica                                                    | 16,5 x 2,96 x 18,0                | Prades (Baix Camp)                                                                                            | MA-08.116.31  | {{ca\|Noguera de Ribetes (Prades)}} · {{WLE-AD-ES\|MA-08.116.31}} · {{Object location dec\| | region:ES-CT_type:landmark_source:cawiki}} [[Categoria:Outstanding trees of Catalonia]] |
| Lagunària del Teatre Grec, Montjuïc              | AL                                                            | Lagunaria patersonii No homologat                                        | 14,0 x 1,58 x 7,5                 | Barcelona (Barcelonès) 41° 22′ 11″ N, 2° 09′ 34″ E / 41.36980°N,2.15945°E                                     | MA-13.931.01  | {{ca\|Lagunària del Teatre Grec (Barcelona)}} · {{WLE-AD-ES\|MA-13.931.01}} · {{Object location dec\|41.36980\|2.15945\|region:ES-CT_type:landmark_source:cawiki}} · [[Categoria:Lagunària del Teatre Grec]]                                  |                                                                                         |
| Llorer de Can Guardiola                          |                                                               | Laurus nobilis Cultivat                                                  | 18,0 x 2,35 x 9,3                 | L'Aleixar (Baix Camp)                                                                                         | MA-08.007.32  | {{ca\|Llorer de Can Guardiola (l'Aleixar)}} · {{WLE-AD-ES\|MA-08.007.32}} · {{Object location dec\| | region:ES-CT_type:landmark_source:cawiki}} [[Categoria:Outstanding trees of Catalonia]] |
| Llorer de l'Església                             | AL                                                            | Laurus nobilis Cultivat                                                  | 13,5 x 0,84 x 12,3                | Fontcoberta (Pla de l'Estany)                                                                                 | MA-28.071.22  | {{ca\|Llorer de l'Església (Fontcoberta)}} · {{WLE-AD-ES\|MA-28.071.22}} · {{Object location dec\| | region:ES-CT_type:landmark_source:cawiki}} [[Categoria:Outstanding trees of Catalonia]] |
| Tuliper de la Devesa                             | AL, JH Parc de la Devesa                                      | Liriodendron tulipifera Exòtica 1874                                     | 45,5 x 3,92 x 20,5                | Girona (Gironès) 41° 59′ 12″ N, 2° 49′ 07″ E / 41.98679°N,2.81859°E                                           | MA-20.079.32  | {{ca\|Tuliper de la Devesa (Girona)}} · {{WLE-AD-ES\|MA-20.079.32}} · {{Object location dec\|41.98679\|2.81859\|region:ES-CT_type:landmark_source:cawiki}} · [[Categoria:Outstanding trees of Catalonia]]                                     |                                                                                         |
| Maclura del Parc de la Ciutadella                | AL                                                            | Maclura pomifera Exòtica                                                 | 15,0 x 2,30 x 15,2                | Barcelona (Barcelonès) 41° 23′ 20″ N, 2° 11′ 15″ E / 41.38877°N,2.18758°E                                     | MA-13.911.01  | {{ca\|Maclura del Parc de la Ciutadella (Barcelona)}} · {{WLE-AD-ES\|MA-13.911.01}} · {{Object location dec\|41.38877\|2.18758\|region:ES-CT_type:landmark_source:cawiki}} · [[Categoria:Outstanding trees of Catalonia]]                     |                                                                                         |
| Magnòlia de Can Fina-Nouvilas                    |                                                               | Magnolia grandiflora Exòtica                                             | 19,0 x 2,55 x 13,8                | La Bisbal d'Empordà (Baix Empordà)                                                                            | MA-10.022.32  | {{ca\|Magnòlia de Can Fina-Nouvilas (la Bisbal d'Empordà)}} · {{WLE-AD-ES\|MA-10.022.32}} · {{Object location dec\| | region:ES-CT_type:landmark_source:cawiki}} [[Categoria:Outstanding trees of Catalonia]] |
| Magnòlia del Roquer                              | AM                                                            | Magnolia grandiflora Exòtica 1873                                        | 16,0 x 3,98 x 10,8                | Arbúcies (Selva) 41° 49′ 03″ N, 2° 30′ 52″ E / 41.81755°N,2.51446°E                                           | MA-34.009.03  | {{ca\|Magnòlia del Roquer (Arbúcies)}} · {{WLE-AD-ES\|MA-34.009.03}} · {{Object location dec\|41.81755\|2.51446\|region:ES-CT_type:landmark_source:cawiki}} · [[Categoria:Outstanding trees of Catalonia]]                                    |                                                                                         |
| Magnòlia del Mas d'en Gil                        |                                                               | Magnolia grandiflora Exòtica                                             | 11,5 x 2,65 x 15,8                | Vila-seca (Tarragonès)                                                                                        | MA-36.171.31  | {{ca\|Magnòlia del Mas d'en Gil (Vila-seca)}} · {{WLE-AD-ES\|MA-36.171.31}} · {{Object location dec\| | region:ES-CT_type:landmark_source:cawiki}} [[Categoria:Outstanding trees of Catalonia]] |
| Morera del Molí de Peralada                      |                                                               | Morus alba Exòtica                                                       | 10,5 x 3,50 x 10,5                | Peralada (Alt Empordà)                                                                                        | MA-02.132.32  | {{ca\|Morera del Molí de Peralada (Peralada)}} · {{WLE-AD-ES\|MA-02.132.32}} · {{Object location dec\| | region:ES-CT_type:landmark_source:cawiki}} [[Categoria:Outstanding trees of Catalonia]] |
| Morera de Montoliva                              |                                                               | Morus alba Exòtica                                                       | 6,0 x 2,87 x 13,0                 | Vilallonga del Camp (Tarragonès)                                                                              | MA-36.166.33  | {{ca\|Morera de Montoliva (Vilallonga del Camp)}} · {{WLE-AD-ES\|MA-36.166.33}} · {{Object location dec\| | region:ES-CT_type:landmark_source:cawiki}} [[Categoria:Outstanding trees of Catalonia]] |
| Murtra de Sant Miquel                            |                                                               | Myrtus communis Cultivat                                                 | 4,5 x 0,60 x 9,0                  | Vinebre (Ribera d'Ebre)                                                                                       | MA-30.177.32  | {{ca\|Murtra de Sant Miquel (Vinebre)}} · {{WLE-AD-ES\|MA-30.177.32}} · {{Object location dec\| | region:ES-CT_type:landmark_source:cawiki}} [[Categoria:Outstanding trees of Catalonia]] |
| Baladre de Balada                                | AM                                                            | Nerium oleander Cultivat 1923                                            | 8 x 0,60 x 7,0                    | Sant Jaume d'Enveja (Montsià) 40° 42′ 42″ N, 0° 41′ 00″ E / 40.71179°N,0.68342°E                              | MA-22.902.01  | {{ca\|Baladre de Balada (Sant Jaume d'Enveja)}} · {{WLE-AD-ES\|MA-22.902.01}} · {{Object location dec\|40.71179\|0.68342\|region:ES-CT_type:landmark_source:cawiki}} · [[Categoria:Outstanding trees of Catalonia]]                           |                                                                                         |
| Oliveres d'Ullastrell                            |                                                               | Olea europaea var. europaea Cultivat                                     | 12,0 x 3,86 x 11,7                | Ullastrell (Baix Empordà)                                                                                     | MA-10.205.31b | {{ca\|Oliveres d'Ullastrell (Ullastrell)}} · {{WLE-AD-ES\|MA-10.205.31b}} · {{Object location dec\| | region:ES-CT_type:landmark_source:cawiki}} [[Categoria:Outstanding trees of Catalonia]] |
| Olivera de Mas Ginesta                           |                                                               | Olea europaea var. europaea Cultivat                                     | 10,0 x 8,70 x 16,0                | Vall-llobrega (Baix Empordà)                                                                                  | MA-10.202.31  | {{ca\|Olivera de Mas Ginesta (Vall-llobrega)}} · {{WLE-AD-ES\|MA-10.202.31}} · {{Object location dec\| | region:ES-CT_type:landmark_source:cawiki}} [[Categoria:Outstanding trees of Catalonia]] |
| Oliver de Pitó                                   |                                                               | Olea europaea var. europaea Cultivat                                     | 9,0 x 3,63 x 18,1                 | Ascó (Ribera d'Ebre)                                                                                          | MA-30.019.32  | {{ca\|Oliver de Pitó (Ascó)}} · {{WLE-AD-ES\|MA-30.019.32}} · {{Object location dec\| | region:ES-CT_type:landmark_source:cawiki}} [[Categoria:Outstanding trees of Catalonia]] |
| Ullastre del Parc Güell                          | AL                                                            | Olea europaea var. sylvestris No homologat                               | 11,0 x 1,50 x 8,0                 | Barcelona (Barcelonès) 41° 24′ 54″ N, 2° 09′ 18″ E / 41.41491°N,2.15491°E                                     | MA-13.960.07  | {{ca\|Ullastre del Parc Güell (Barcelona)}} · {{WLE-AD-ES\|MA-13.960.07}} · {{Object location dec\|41.41491\|2.15491\|region:ES-CT_type:landmark_source:cawiki}} · [[Categoria:Ullastre del Parc Güell]]                                      |                                                                                         |
| Aladern fals de Can Valls                        |                                                               | Phillyrea latifolia Salvatge                                             | 5,0 x 0,75 x 6,7                  | Sant Celoni (Vallès Oriental) 41° 40′ 15″ N, 2° 30′ 50″ E / 41.67083°N,2.51387°E                              | MA-41.202.37  | {{ca\|Aladern fals de Can Valls (Sant Celoni)}} · {{WLE-AD-ES\|MA-41.202.37}} · {{Object location dec\|41.67083\|2.51387\|region:ES-CT_type:landmark_source:cawiki}} · [[Categoria:Aladern fals de Can Valls]]                                |                                                                                         |
| Arbre Verd                                       | AC                                                            | Phytolacca dioica Exòtica 1850                                           | 9,0 x 5,70 x 9,8                  | Pineda de Mar (Maresme) 41° 37′ 18″ N, 2° 41′ 27″ E / 41.62162°N,2.69076°E                                    | MA-21.163.11  | {{ca\|Arbre Verd (Pineda de Mar)}} · {{WLE-AD-ES\|MA-21.163.11}} · {{Object location dec\|41.62162\|2.69076\|region:ES-CT_type:landmark_source:cawiki}} · [[Categoria:Outstanding trees of Catalonia]]                                        |                                                                                         |
| Bellaombra de la plaça de Francesc Macià         | AL                                                            | Phytolacca dioica Exòtica                                                | 10,0 x 4,80 x 19,6                | Barcelona (Barcelonès) 41° 23′ 33″ N, 2° 08′ 40″ E / 41.39262°N,2.14436°E                                     | MA-13.920.11  | {{ca\|Bellaombra de la plaça de Francesc Macià (Barcelona)}} · {{WLE-AD-ES\|MA-13.920.11}} · {{Object location dec\|41.39262\|2.14436\|region:ES-CT_type:landmark_source:cawiki}} · [[Categoria:Bellaombra de la plaça de Francesc Macià]]    |                                                                                         |
| Mata de Darmós                                   | AM                                                            | Pistacia lentiscus Rural                                                 | 6,0 x 1,56 x 6,8                  | Tivissa (Ribera d'Ebre) 41° 05′ 51″ N, 0° 42′ 16″ E / 41.09739°N,0.70458°E                                    | MA-30.150.01  | {{ca\|Mata de Darmós (Tivissa)}} · {{WLE-AD-ES\|MA-30.150.01}} · {{Object location dec\|41.09739\|0.70458\|region:ES-CT_type:landmark_source:cawiki}} · [[Categoria:Outstanding trees of Catalonia]]                                          |                                                                                         |
| Mata del Mas de la Creu                          |                                                               | Pistacia lentiscus Rural, malmès                                         | 5,0 x 2,20 x 8,0                  | Tarragona (Tarragonès)                                                                                        | MA-36.148.33  | {{ca\|Mata del Mas de la Creu (Tarragona)}} · {{WLE-AD-ES\|MA-36.148.33}} · {{Object location dec\| | region:ES-CT_type:landmark_source:cawiki}} [[Categoria:Outstanding trees of Catalonia]] |
| Mata de la Mata                                  | AM                                                            | Pistacia lentiscus Rural                                                 | 3,5 x 1,70 x 15,0                 | Sant Pere de Ribes (Garraf) 41° 14′ 22″ N, 1° 46′ 01″ E / 41.23941°N,1.76697°E                                | MA-17.231.02  | {{ca\|Mata de la Mata (Sant Pere de Ribes)}} · {{WLE-AD-ES\|MA-17.231.02}} · {{Object location dec\|41.23941\|1.76697\|region:ES-CT_type:landmark_source:cawiki}} · [[Categoria:Outstanding trees of Catalonia]]                              |                                                                                         |
| Pitòspor de Can Pau Torrents                     |                                                               | Pittosporum tobira Exòtica                                               | 8,0 x 1,54 x 10,0                 | Sant Joan Despí (Baix Llobregat) 41° 22′ 16″ N, 2° 03′ 13″ E / 41.37104°N,2.05364°E                           | MA-11.217.36  | {{ca\|Pitòspor de Can Pau Torrents (Sant Joan Despí)}} · {{WLE-AD-ES\|MA-11.217.36}} · {{Object location dec\|41.37104\|2.05364\|region:ES-CT_type:landmark_source:cawiki}} · [[Categoria:Pitòspor de Can Pau Torrents]]                      |                                                                                         |
| Plàtan de la Devesa                              | JH Parc de la Devesa                                          | Platanus x hispanica Exòtica 1850                                        | 56,5 x 3,52 x -                   | Girona (Gironès)                                                                                              | MA-20.079.52  | {{ca\|Plàtan de la Devesa (Girona)}} · {{WLE-AD-ES\|MA-20.079.52}} · {{Object location dec\| | region:ES-CT_type:landmark_source:cawiki}} [[Categoria:Outstanding trees of Catalonia]] |
| Plataner del Pinell I                            | AM                                                            | Platanus x hispanica Exòtica                                             | 25,5 x 4,55 x 27,0                | Puiggròs (Garrigues) 41° 33′ 36″ N, 0° 52′ 42″ E / 41.56009°N,0.87845°E                                       | MA-18.180.01a | {{ca\|Plataner del Pinell I (Puiggròs)}} · {{WLE-AD-ES\|MA-18.180.01a}} · {{Object location dec\|41.56009\|0.87845\|region:ES-CT_type:landmark_source:cawiki}} · [[Categoria:Outstanding trees of Catalonia]]                                 |                                                                                         |
| Plàtan de Can Feu                                |                                                               | Platanus x hispanica Exòtica                                             | 27,0 x 5,23 x 22,0                | Lliçà d'Amunt (Vallès Oriental) 41° 37′ 47″ N, 2° 14′ 27″ E / 41.62976°N,2.24071°E                            | MA-41.107.32  | {{ca\|Plàtan de Can Feu (Lliçà d'Amunt)}} · {{WLE-AD-ES\|MA-41.107.32}} · {{Object location dec\|41.62976\|2.24071\|region:ES-CT_type:landmark_source:cawiki}} · [[Categoria:Outstanding trees of Catalonia]]                                 |                                                                                         |
| Àlber de Santes Creus                            | EIN Aubareda de Santes Creus                                  | Populus alba Rural                                                       | 32,0 x 2,70 x -                   | Aiguamúrcia (Alt Camp)                                                                                        | MA-01.001.51  | {{ca\|Àlber de Santes Creus (Aiguamúrcia)}} · {{WLE-AD-ES\|MA-01.001.51}} · {{Object location dec\| | region:ES-CT_type:landmark_source:cawiki}} [[Categoria:Outstanding trees of Catalonia]] |
| Àlber de la Font de Sors                         |                                                               | Populus alba Cultivat                                                    | 22,0 x 3,50 x 22,3                | Seva (Osona)                                                                                                  | MA-24.269.58  | {{ca\|Àlber de la Font de Sors (Seva)}} · {{WLE-AD-ES\|MA-24.269.58}} · {{Object location dec\| | region:ES-CT_type:landmark_source:cawiki}} [[Categoria:Outstanding trees of Catalonia]] |
| Pollancre híbrid de l'Albereda                   |                                                               | Populus x canadensis & Populus sp. hybr. Exòtica                         | 25,5 x 1,25 x 7,3                 | Vila-rodona (Alt Camp)                                                                                        | MA-01.170.53  | {{ca\|Pollancre híbrid de l'Albereda (Vila-rodona)}} · {{WLE-AD-ES\|MA-01.170.53}} · {{Object location dec\| | region:ES-CT_type:landmark_source:cawiki}} [[Categoria:Outstanding trees of Catalonia]] |
| Xop del Barri del Castell                        | AM                                                            | Populus x canadensis & Populus sp. hybr. Exòtica                         | 25,0 x 4,13 x 33,8                | Ulldecona (Montsià) 40° 36′ 30″ N, 0° 20′ 58″ E / 40.60840°N,0.34942°E                                        | MA-22.156.02  | {{ca\|Xop del Barri del Castell (Ulldecona)}} · {{WLE-AD-ES\|MA-22.156.02}} · {{Object location dec\|40.60840\|0.34942\|region:ES-CT_type:landmark_source:cawiki}} · [[Categoria:Outstanding trees of Catalonia]]                             |                                                                                         |
| Pollancres de Cal Cundo                          |                                                               | Populus nigra                                                            | 37,0 x 2,18 x -                   | Orpí (Anoia)                                                                                                  | MA-06.152.31  | {{ca\|Pollancres de Cal Cundo (Orpí)}} · {{WLE-AD-ES\|MA-06.152.31}} · {{Object location dec\| | region:ES-CT_type:landmark_source:cawiki}} [[Categoria:Outstanding trees of Catalonia]] |
| Pollancre del Rec del Guèmol                     | AL                                                            | Populus nigra Rural                                                      | 23,5 x 6,04 x 19,0                | Banyoles (Pla de l'Estany)                                                                                    | MA-28.015.26  | {{ca\|Pollancre del Rec del Guèmol (Banyoles)}} · {{WLE-AD-ES\|MA-28.015.26}} · {{Object location dec\| | region:ES-CT_type:landmark_source:cawiki}} [[Categoria:Outstanding trees of Catalonia]] |
| Xop Gros del Molí Vell o del Salt del Molí Vell  | AM                                                            | Populus nigra Rural                                                      | 28,5 x 4,60 x 27,0                | Bellpuig (Urgell) 41° 37′ 13″ N, 1° 00′ 42″ E / 41.62017°N,1.01163°E                                          | MA-38.050.01  | {{ca\|Xop Gros del Molí Vell (Bellpuig)}} · {{WLE-AD-ES\|MA-38.050.01}} · {{Object location dec\|41.62017\|1.01163\|region:ES-CT_type:landmark_source:cawiki}} · [[Categoria:Outstanding trees of Catalonia]]                                 |                                                                                         |
| Trèmols de Sovinyes I                            |                                                               | Populus tremula Salvatge                                                 | 28,5 x 1,97 x 10,0                | La Vall de Cardós (Pallars Sobirà)                                                                            | MA-26.901.40  | {{ca\|Trèmols de Sovinyes I (la Vall de Cardós)}} · {{WLE-AD-ES\|MA-26.901.40}} · {{Object location dec\| | region:ES-CT_type:landmark_source:cawiki}} [[Categoria:Outstanding trees of Catalonia]] |
| Cirerer del Soler de Mansolí                     | AM EIN les Guilleries                                         | Prunus avium Salvatge                                                    | 25,0 x 3,40 x 14,0                | Sant Hilari Sacalm (Selva) 41° 55′ 23″ N, 2° 31′ 14″ E / 41.92318°N,2.52050°E                                 | MA-34.164.02  | {{ca\|Cirerer del Soler de Mansolí (Sant Hilari Sacalm)}} · {{WLE-AD-ES\|MA-34.164.02}} · {{Object location dec\|41.92318\|2.52050\|region:ES-CT_type:landmark_source:cawiki}} · [[Categoria:Outstanding trees of Catalonia]]                 |                                                                                         |
| Ametller de Can Cervera                          | AM                                                            | Prunus dulcis Exòtica                                                    | 15,0 x 3,08 x 20,5                | Torrelles de Foix (Alt Penedès) 41° 23′ 19″ N, 1° 34′ 13″ E / 41.38869°N,1.57024°E                            | MA-03.288.01  | {{ca\|Ametller de Can Cervera (Torrelles de Foix)}} · {{WLE-AD-ES\|MA-03.288.01}} · {{Object location dec\|41.38869\|1.57024\|region:ES-CT_type:landmark_source:cawiki}} · [[Categoria:Ametller de Can Cervera]]                              |                                                                                         |
| Cirerer de Santa Llúcia del Parc de l'Oreneta    | AL                                                            | Prunus mahaleb No homologat                                              | 4,5 x 0,60 x 6,0                  | Barcelona (Barcelonès) 41° 23′ 54″ N, 2° 06′ 33″ E / 41.39842°N,2.10923°E                                     | MA-13.950.18  | {{ca\|Cirerer de Santa Llúcia del Parc de l'Oreneta (Barcelona)}} · {{WLE-AD-ES\|MA-13.950.18}} · {{Object location dec\|41.39842\|2.10923\|region:ES-CT_type:landmark_source:cawiki}} · [[Categoria:Outstanding trees of Catalonia]]         |                                                                                         |
| Perer d'en Moixinau                              |                                                               | Pyrus communis Cultivat                                                  | 8,0 x 1,82 x 10,8                 | Fontcoberta (Pla de l'Estany) 42° 07′ 31″ N, 2° 50′ 10″ E / 42.12540°N,2.83624°E                              | MA-28.071.31  | {{ca\|Perer d'en Moixinau (Fontcoberta)}} · {{WLE-AD-ES\|MA-28.071.31}} · {{Object location dec\|42.12540\|2.83624\|region:ES-CT_type:landmark_source:cawiki}} · [[Categoria:Outstanding trees of Catalonia]]                                 |                                                                                         |
| Perer de Can Xandri                              |                                                               | Pyrus communis Cultivat                                                  | 5,0 x 2,42 x 6,3                  | Alp (Cerdanya)                                                                                                | MA-15.006.31  | {{ca\|Perer de Can Xandri (Alp)}} · {{WLE-AD-ES\|MA-15.006.31}} · {{Object location dec\| | region:ES-CT_type:landmark_source:cawiki}} [[Categoria:Outstanding trees of Catalonia]] |
| Perelloner del Cisterer                          | AM                                                            | Pyrus spinosa Cultivat                                                   | 10,5 x 3,17 x -                   | Prades (Baix Camp) 41° 17′ 48″ N, 0° 59′ 18″ E / 41.29665°N,0.98828°E                                         | MA-08.116.01  | {{ca\|Perelloner del Cisterer (Prades)}} · {{WLE-AD-ES\|MA-08.116.01}} · {{Object location dec\|41.29665\|0.98828\|region:ES-CT_type:landmark_source:cawiki}} · [[Categoria:Outstanding trees of Catalonia]]                                  |                                                                                         |
| Roure del Mas Castell                            |                                                               | Quercus canariensis Salvatge                                             | 18,0 x 3,65 x 22,4                | Argentona (Maresme) 41° 33′ 52″ N, 2° 24′ 25″ E / 41.56439°N,2.40698°E                                        | MA-21.009.31  | {{ca\|Roure del Mas Castell (Argentona)}} · {{WLE-AD-ES\|MA-21.009.31}} · {{Object location dec\|41.56439\|2.40698\|region:ES-CT_type:landmark_source:cawiki}} · [[Categoria:Outstanding trees of Catalonia]]                                 |                                                                                         |
| Roure de Ca n'Hoste                              |                                                               | Quercus canariensis                                                      | 15,5 x 4,15 x 16,5                | Breda (Selva)                                                                                                 | MA-34.027.31  | {{ca\|Roure de Ca n'Hoste (Breda)}} · {{WLE-AD-ES\|MA-34.027.31}} · {{Object location dec\| | region:ES-CT_type:landmark_source:cawiki}} [[Categoria:Outstanding trees of Catalonia]] |
| Roure dels Vilars de Valldarques I               | AM                                                            | Quercus faginea subsp. faginea Salvatge                                  | 26,0 x 4,80 x 12,5                | Coll de Nargó (Alt Urgell) 42° 09′ 24″ N, 1° 12′ 46″ E / 42.15658°N,1.21279°E                                 | MA-04.077.01a | {{ca\|Roure dels Vilars de Valldarques I (Coll de Nargó)}} · {{WLE-AD-ES\|MA-04.077.01a}} · {{Object location dec\|42.15658\|1.21279\|region:ES-CT_type:landmark_source:cawiki}} · [[Categoria:Outstanding trees of Catalonia]]               |                                                                                         |
| Roure dels Escurçons                             | AM EIN Serra del Montsec                                      | Quercus faginea subsp. faginea Salvatge                                  | 14,0 x 5,30 x 20,0                | Àger (Noguera) 42° 02′ 03″ N, 0° 49′ 03″ E / 42.03407°N,0.81757°E                                             | MA-23.002.01  | {{ca\|Roure dels Escurçons (Àger)}} · {{WLE-AD-ES\|MA-23.002.01}} · {{Object location dec\|42.03407\|0.81757\|region:ES-CT_type:landmark_source:cawiki}} · [[Categoria:Outstanding trees of Catalonia]]                                       |                                                                                         |
| Roure de la Vila I                               |                                                               | Quercus faginea subsp. faginea Salvatge                                  | 17,0 x 4,20 x 23,8                | Llobera (Solsonès)                                                                                            | MA-35.129.51a | {{ca\|Roure de la Vila I (Llobera)}} · {{WLE-AD-ES\|MA-35.129.51a}} · {{Object location dec\| | region:ES-CT_type:landmark_source:cawiki}} [[Categoria:Outstanding trees of Catalonia]] |
| Roure de la Xoriguera                            | AM                                                            | Quercus pubescens, Q. x cerrioides, Q. x subpyrenaica Salvatge           | 34,5 x 4,14 x 15,5                | Les Planes d'Hostoles (Garrotxa) 42° 02′ 19″ N, 2° 32′ 05″ E / 42.03863°N,2.53460°E                           | MA-19.133.01  | {{ca\|Roure de la Xoriguera (les Planes d'Hostoles)}} · {{WLE-AD-ES\|MA-19.133.01}} · {{Object location dec\|42.03863\|2.53460\|region:ES-CT_type:landmark_source:cawiki}} · [[Categoria:Outstanding trees of Catalonia]]                     |                                                                                         |
| Roure dels Capellans, o roure de la Font del Bac | AM                                                            | Quercus pubescens, Q. x cerrioides, Q. x subpyrenaica Salvatge           | 15,5 x 6,23 x 21,3                | Albanyà (Alt Empordà) 42° 16′ 53″ N, 2° 41′ 40″ E / 42.28144°N,2.69438°E                                      | MA-02.003.01  | {{ca\|Roure dels Capellans (Albanyà)}} · {{WLE-AD-ES\|MA-02.003.01}} · {{Object location dec\|42.28144\|2.69438\|region:ES-CT_type:landmark_source:cawiki}} · [[Categoria:Outstanding trees of Catalonia]]                                    |                                                                                         |
| Roure Gros del Golf                              |                                                               | Quercus pubescens, Q. x cerrioides, Q. x subpyrenaica Salvatge, cultivat | 22,5 x 3,57 x 32,5                | Sant Cugat del Vallès (Vallès Occidental)                                                                     | MA-40.205.44  | {{ca\|Roure Gros del Golf (Sant Cugat del Vallès)}} · {{WLE-AD-ES\|MA-40.205.44}} · {{Object location dec\| | region:ES-CT_type:landmark_source:cawiki}} [[Categoria:Outstanding trees of Catalonia]] |
| Roure Gros de Ca n'Iglésies                      | AM EIN les Guilleries                                         | Quercus petraea & Q. x streimii Salvatge                                 | 38,5 x 4,75 x 26,5                | Osor (Selva) 41° 54′ 50″ N, 2° 35′ 03″ E / 41.91387°N,2.58425°E                                               | MA-34.116.02  | {{ca\|Roure Gros de Ca n'Iglésies (Osor)}} · {{WLE-AD-ES\|MA-34.116.02}} · {{Object location dec\|41.91387\|2.58425\|region:ES-CT_type:landmark_source:cawiki}} · [[Categoria:Outstanding trees of Catalonia]]                                |                                                                                         |
| Roure d'Engelats                                 | AM                                                            | Quercus petraea & Q. x streimii Salvatge                                 | 20,0 x 5,19 x 15,8                | Campelles (Ripollès) 42° 17′ 10″ N, 2° 09′ 14″ E / 42.28620°N,2.15384°E                                       | MA-31.037.02  | {{ca\|Roure d'Engelats (Campelles)}} · {{WLE-AD-ES\|MA-31.037.02}} · {{Object location dec\|42.28620\|2.15384\|region:ES-CT_type:landmark_source:cawiki}} · [[Categoria:Outstanding trees of Catalonia]]                                      |                                                                                         |
| Roure de la Torre I                              | AM                                                            | Quercus robur Salvatge                                                   | 30,0 x 3,67 x 32,1                | La Vall de Bianya (Garrotxa) 42° 12′ 26″ N, 2° 26′ 18″ E / 42.20727°N,2.43833°E                               | MA-19.208.02a | {{ca\|Roure de la Torre I (la Vall de Bianya)}} · {{WLE-AD-ES\|MA-19.208.02a}} · {{Object location dec\|42.20727\|2.43833\|region:ES-CT_type:landmark_source:cawiki}} · [[Categoria:Outstanding trees of Catalonia]]                          |                                                                                         |
| Roure de la Torre II                             | AM                                                            | Quercus robur Salvatge                                                   | 33,0 x 3,90 x 14,9                | La Vall de Bianya (Garrotxa) 42° 12′ 28″ N, 2° 26′ 15″ E / 42.20769°N,2.43740°E                               | MA-19.208.02b | {{ca\|Roure de la Torre II (la Vall de Bianya)}} · {{WLE-AD-ES\|MA-19.208.02b}} · {{Object location dec\|42.20769\|2.43740\|region:ES-CT_type:landmark_source:cawiki}} · [[Categoria:Outstanding trees of Catalonia]]                         |                                                                                         |
| Roure d'Ormoier II                               | AM                                                            | Quercus robur Salvatge                                                   | 27,0 x 5,17 x 28,6                | Montagut i Oix (Garrotxa) 42° 17′ 55″ N, 2° 32′ 02″ E / 42.29861°N,2.53401°E                                  | MA-19.109.01b | {{ca\|Roure d'Ormoier II (Montagut i Oix)}} · {{WLE-AD-ES\|MA-19.109.01b}} · {{Object location dec\|42.29861\|2.53401\|region:ES-CT_type:landmark_source:cawiki}} · [[Categoria:Outstanding trees of Catalonia]]                              |                                                                                         |
| Alzina Masjoan                                   | AM                                                            | Quercus ilex subsp. ilex Salvatge                                        | 29,5 x 3,12 x 16,3                | Espinelves (Osona) 41° 51′ 49″ N, 2° 24′ 24″ E / 41.86364°N,2.40654°E                                         | MA-24.063.01  | {{ca\|Alzina Masjoan (Espinelves)}} · {{WLE-AD-ES\|MA-24.063.01}} · {{Object location dec\|41.86364\|2.40654\|region:ES-CT_type:landmark_source:cawiki}} · [[Categoria:Outstanding trees of Catalonia]]                                       |                                                                                         |
| Alzina del Mas de Borbó                          | AM                                                            | Quercus ilex subsp. ilex Rural 1733                                      | 11,0 x 6,45 x 24,5                | L'Aleixar (Baix Camp) 41° 12′ 55″ N, 1° 04′ 36″ E / 41.21526°N,1.07656°E                                      | MA-08.007.01  | {{ca\|Alzina del Mas de Borbó (l'Aleixar)}} · {{WLE-AD-ES\|MA-08.007.01}} · {{Object location dec\|41.21526\|1.07656\|region:ES-CT_type:landmark_source:cawiki}} · [[Categoria:Outstanding trees of Catalonia]]                               |                                                                                         |
| Alzina de la Casa Nova de Vilafreser             | AM                                                            | Quercus ilex subsp. ilex Rural                                           | 19,0 x 4,50 x 27,1                | Vilademuls (Pla de l'Estany) 42° 04′ 42″ N, 2° 52′ 56″ E / 42.07843°N,2.88227°E                               | MA-28.218.01  | {{ca\|Alzina de la Casa Nova de Vilafreser (Vilademuls)}} · {{WLE-AD-ES\|MA-28.218.01}} · {{Object location dec\|42.07843\|2.88227\|region:ES-CT_type:landmark_source:cawiki}} · [[Categoria:Outstanding trees of Catalonia]]                 |                                                                                         |
| Alzina de Vinyoles                               |                                                               | Quercus ilex subsp. ballota Salvatge                                     | 20,0 x 4,28 x 24,9                | Cava (Alt Urgell)                                                                                             | MA-04.071.35  | {{ca\|Alzina de Vinyoles (Cava)}} · {{WLE-AD-ES\|MA-04.071.35}} · {{Object location dec\| | region:ES-CT_type:landmark_source:cawiki}} [[Categoria:Outstanding trees of Catalonia]] |
| Alzina de Pelleu                                 | AM                                                            | Quercus ilex subsp. ballota Rural                                        | 15,0 x 5,28 x 21,3                | Isona i Conca Dellà (Pallars Jussà) 42° 10′ 26″ N, 0° 55′ 37″ E / 42.17402°N,0.92703°E                        | MA-25.115.01  | {{ca\|Alzina de Pelleu (Isona i Conca Dellà)}} · {{WLE-AD-ES\|MA-25.115.01}} · {{Object location dec\|42.17402\|0.92703\|region:ES-CT_type:landmark_source:cawiki}} · [[Categoria:Outstanding trees of Catalonia]]                            |                                                                                         |
| Alzina dels Colls                                | AM previst                                                    | Quercus ilex subsp. ballota Rural                                        | 16,5 x 3,80 x 27,0                | Casserres (Berguedà) 42° 00′ 18″ N, 1° 50′ 04″ E / 42.00509°N,1.83458°E                                       | MA-14.049.01  | {{ca\|Alzina dels Colls (Casserres)}} · {{WLE-AD-ES\|MA-14.049.01}} · {{Object location dec\|42.00509\|1.83458\|region:ES-CT_type:landmark_source:cawiki}} · [[Categoria:Outstanding trees of Catalonia]]                                     |                                                                                         |
| Alzina-roure de Can Magre                        |                                                               | Quercus ilex subsp. ilex + Q. pubescens (chimaera) Salvatge              | 20,0 x 1,45 x 12,0                | Vidreres (Selva)                                                                                              | MA-34.213.37  | {{ca\|Alzina-roure de Can Magre (Vidreres)}} · {{WLE-AD-ES\|MA-34.213.37}} · {{Object location dec\| | region:ES-CT_type:landmark_source:cawiki}} [[Categoria:Outstanding trees of Catalonia]] |
| Suro de Can Formiga                              |                                                               | Quercus suber Salvatge                                                   | 28,0 x 3,21 x 17,7                | Arbúcies (Selva)                                                                                              | MA-34.009.31  | {{ca\|Suro de Can Formiga (Arbúcies)}} · {{WLE-AD-ES\|MA-34.009.31}} · {{Object location dec\| | region:ES-CT_type:landmark_source:cawiki}} [[Categoria:Outstanding trees of Catalonia]] |
| La Pubilla                                       | AM                                                            | Quercus suber Salvatge                                                   | 14,0 x 5,27 x 16,0                | Maçanet de Cabrenys (Alt Empordà) 42° 23′ 21″ N, 2° 46′ 29″ E / 42.38909°N,2.77481°E                          | MA-02.102.01  | {{ca\|Suro de la Pubilla (Maçanet de Cabrenys)}} · {{WLE-AD-ES\|MA-02.102.01}} · {{Object location dec\|42.38909\|2.77481\|region:ES-CT_type:landmark_source:cawiki}} · [[Categoria:Outstanding trees of Catalonia]]                          |                                                                                         |
| Suro de n'Almeda                                 |                                                               | Quercus suber Salvatge                                                   | 22,0 x 4,10 x 27,5                | Santa Cristina d'Aro (Baix Empordà)                                                                           | MA-10.181.38  | {{ca\|Suro de n'Almeda (Santa Cristina d'Aro)}} · {{WLE-AD-ES\|MA-10.181.38}} · {{Object location dec\| | region:ES-CT_type:landmark_source:cawiki}} [[Categoria:Outstanding trees of Catalonia]] |
| Suro-alzina de Mas Obert                         |                                                               | Quercus suber + Q. ilex (chimaera) Salvatge                              | 19,0 x 3,10 x 15,5                | Sant Gregori (Gironès)                                                                                        | MA-20.163.31  | {{ca\|Suro-alzina de Mas Obert (Sant Gregori)}} · {{WLE-AD-ES\|MA-20.163.31}} · {{Object location dec\| | region:ES-CT_type:landmark_source:cawiki}} [[Categoria:Outstanding trees of Catalonia]] |
| Surolí de Cal Músic                              | AM                                                            | Quercus x morisii Salvatge                                               | 19,0 x 2,48 x 19,5                | Massanes (Selva) 41° 46′ 46″ N, 2° 37′ 31″ E / 41.77945°N,2.62514°E                                           | MA-34.101.01  | {{ca\|Surolí de Cal Músic (Massanes)}} · {{WLE-AD-ES\|MA-34.101.01}} · {{Object location dec\|41.77945\|2.62514\|region:ES-CT_type:landmark_source:cawiki}} · [[Categoria:Outstanding trees of Catalonia]]                                    |                                                                                         |
| Salze de Bagà                                    |                                                               | Salix alba Salvatge                                                      | 23,5 x 3,05 x -                   | Bagà (Berguedà) 42° 15′ 07″ N, 1° 51′ 36″ E / 42.25207°N,1.86001°E                                            | MA-14.016.32  | {{ca\|Salze de Bagà (Bagà)}} · {{WLE-AD-ES\|MA-14.016.32}} · {{Object location dec\|42.25207\|1.86001\|region:ES-CT_type:landmark_source:cawiki}} · [[Categoria:Outstanding trees of Catalonia]]                                              |                                                                                         |
| Salze de la Font de la Riera                     |                                                               | Salix alba Rural                                                         | 10,5 x 6,33 x 10,3                | Torelló (Osona)                                                                                               | MA-24.285.33  | {{ca\|Salze de la Font de la Riera (Torelló)}} · {{WLE-AD-ES\|MA-24.285.33}} · {{Object location dec\| | region:ES-CT_type:landmark_source:cawiki}} [[Categoria:Outstanding trees of Catalonia]] |
| Salze de Cal Pubill                              |                                                               | Salix alba Rural                                                         | 15,0 x 3,75 x 17,8                | Ogassa (Ripollès)                                                                                             | MA-31.112.33  | {{ca\|Salze de Cal Pubill (Ogassa)}} · {{WLE-AD-ES\|MA-31.112.33}} · {{Object location dec\| | region:ES-CT_type:landmark_source:cawiki}} [[Categoria:Outstanding trees of Catalonia]] |
| Saüquer de Fontalba                              | AM                                                            | Sambucus nigra Rural                                                     | 11,0 x 1,90 x 13,5                | Ulldemolins (Priorat) 41° 18′ 49″ N, 0° 52′ 40″ E / 41.31350°N,0.87784°E                                      | MA-29.157.01  | {{ca\|Saüquer de Fontalba (Ulldemolins)}} · {{WLE-AD-ES\|MA-29.157.01}} · {{Object location dec\|41.31350\|0.87784\|region:ES-CT_type:landmark_source:cawiki}} · [[Categoria:Outstanding trees of Catalonia]]                                 |                                                                                         |
| Saüquer de Masllorenç                            |                                                               | Sambucus nigra                                                           | 8,0 x 2,38 x 6,7                  | Torelló (Osona)                                                                                               | MA-24.285.32  | {{ca\|Saüquer de Masllorenç (Torelló)}} · {{WLE-AD-ES\|MA-24.285.32}} · {{Object location dec\| | region:ES-CT_type:landmark_source:cawiki}} [[Categoria:Outstanding trees of Catalonia]] |
| Pebrer bord de la Torre Roja                     |                                                               | Sambucus nigra Exòtica                                                   | 11,5 x 2,55 x 11,8                | Viladecans (Baix Llobregat)                                                                                   | MA-11.301.74  | {{ca\|Pebrer bord de la Torre Roja (Viladecans)}} · {{WLE-AD-ES\|MA-11.301.74}} · {{Object location dec\| | region:ES-CT_type:landmark_source:cawiki}} [[Categoria:Outstanding trees of Catalonia]] |
| Acàcia del Japó del c. Mas Duran                 | AL                                                            | Sophora japonica No homologat                                            | 9,5 x 1,97 x 17,0                 | Barcelona (Barcelonès) 41° 26′ 35″ N, 2° 10′ 50″ E / 41.44296°N,2.18058°E                                     | MA-13.980.07  | {{ca\|Acàcia del Japó del c. Mas Duran (Barcelona)}} · {{WLE-AD-ES\|MA-13.980.07}} · {{Object location dec\|41.44296\|2.18058\|region:ES-CT_type:landmark_source:cawiki}} · [[Categoria:Acàcia del Japó del carrer del Mas Duran]]            |                                                                                         |
| Servera del Barranc de Franxo                    | AM previst                                                    | Sorbus domestica Salvatge                                                | 12,0 x 2,15 x 13,2                | Horta de Sant Joan (Terra Alta) 40° 52′ 32″ N, 0° 19′ 15″ E / 40.87569°N,0.32076°E                            | MA-37.071.06  | {{ca\|Servera del Barranc de Franxo (Horta de Sant Joan)}} · {{WLE-AD-ES\|MA-37.071.06}} · {{Object location dec\|40.87569\|0.32076\|region:ES-CT_type:landmark_source:cawiki}} · [[Categoria:Outstanding trees of Catalonia]]                |                                                                                         |
| Tamariu del camí dels Plans                      |                                                               | Tamarix sp. Rural                                                        | 12,0 x 2,87 x 7,5                 | Palafrugell (Baix Empordà)                                                                                    | MA-10.117.35  | {{ca\|Tamariu del camí dels Plans (Palafrugell)}} · {{WLE-AD-ES\|MA-10.117.35}} · {{Object location dec\| | region:ES-CT_type:landmark_source:cawiki}} [[Categoria:Outstanding trees of Catalonia]] |
| Tamariu de Roses                                 | AL                                                            | Tamarix sp. Rural                                                        | 10,0 x 2,20 x 12,1                | Palafrugell (Baix Empordà)                                                                                    | MA-02.152.23  | {{ca\|Tamariu de Roses (Palafrugell)}} · {{WLE-AD-ES\|MA-02.152.23}} · {{Object location dec\| | region:ES-CT_type:landmark_source:cawiki}} [[Categoria:Outstanding trees of Catalonia]] |
| Til·ler de Can Joanet                            |                                                               | Tilia cordata Rural                                                      | 18,0 x 2,64 x 15,3                | Saldes (Berguedà)                                                                                             | MA-14.190.32  | {{ca\|Til·ler de Can Joanet (Saldes)}} · {{WLE-AD-ES\|MA-14.190.32}} · {{Object location dec\| | region:ES-CT_type:landmark_source:cawiki}} [[Categoria:Outstanding trees of Catalonia]] |
| Tell de Can Mic                                  |                                                               | Tilia cordata Rural                                                      | 15,5 x 3,00 x 14,8                | Vidrà (Osona)                                                                                                 | MA-24.212.38  | {{ca\|Tell de Can Mic (Vidrà)}} · {{WLE-AD-ES\|MA-24.212.38}} · {{Object location dec\| | region:ES-CT_type:landmark_source:cawiki}} [[Categoria:Outstanding trees of Catalonia]] |
| Til·ler dels Sors                                |                                                               | Tilia x europaea Cultivat                                                | 28,5 x 1,50 x 11,5                | Seva (Osona)                                                                                                  | MA-24.269.62  | {{ca\|Til·ler dels Sors (Seva)}} · {{WLE-AD-ES\|MA-24.269.62}} · {{Object location dec\| | region:ES-CT_type:landmark_source:cawiki}} [[Categoria:Outstanding trees of Catalonia]] |
| Tell de la Font dels Enamorats                   |                                                               | Tilia x europaea Cultivat                                                | 18,0 x 3,65 x 21,5                | Caldes de Montbui (Vallès Oriental)                                                                           | MA-41.033.37  | {{ca\|Tell de la Font dels Enamorats (Caldes de Montbui)}} · {{WLE-AD-ES\|MA-41.033.37}} · {{Object location dec\| | region:ES-CT_type:landmark_source:cawiki}} [[Categoria:Outstanding trees of Catalonia]] |
| Til·ler de Masjoan                               | AM                                                            | Tilia platyphyllos Salvatge                                              | 30,5 x 2,95 x 21,9                | Espinelves (Osona) 41° 52′ 10″ N, 2° 24′ 33″ E / 41.86951°N,2.40916°E                                         | MA-24.063.02  | {{ca\|Til·ler de Masjoan (Espinelves)}} · {{WLE-AD-ES\|MA-24.063.02}} · {{Object location dec\|41.86951\|2.40916\|region:ES-CT_type:landmark_source:cawiki}} · [[Categoria:Outstanding trees of Catalonia]]                                   |                                                                                         |
| Til·ler dels Reguerals                           | AM                                                            | Tilia platyphyllos Salvatge, no homologat                                | 10,0 x 5,00 x -                   | Rialp (Pallars Sobirà) 42° 26′ 30″ N, 1° 13′ 00″ E / 42.44157°N,1.21661°E                                     | MA-26.183.01  | {{ca\|Til·ler dels Reguerals (Rialp)}} · {{WLE-AD-ES\|MA-26.183.01}} · {{Object location dec\|42.44157\|1.21661\|region:ES-CT_type:landmark_source:cawiki}} · [[Categoria:Outstanding trees of Catalonia]]                                    |                                                                                         |
| Til·ler del carrer Comas                         |                                                               | Tilia tomentosa Exòtica                                                  | 22,5 x 2,52 x 17,8                | Llinars del Vallès (Vallès Oriental)                                                                          | MA-41.106.32  | {{ca\|Til·ler del carrer Comas (Llinars del Vallès)}} · {{WLE-AD-ES\|MA-41.106.32}} · {{Object location dec\| | region:ES-CT_type:landmark_source:cawiki}} [[Categoria:Outstanding trees of Catalonia]] |
| Oma de Vallfogona                                |                                                               | Ulmus glabra Rural                                                       | 20,0 x 4,10 x 21,8                | La Pobla de Lillet (Berguedà)                                                                                 | MA-14.166.37  | {{ca\|Oma de Vallfogona (la Pobla de Lillet)}} · {{WLE-AD-ES\|MA-14.166.37}} · {{Object location dec\| | region:ES-CT_type:landmark_source:cawiki}} [[Categoria:Outstanding trees of Catalonia]] |
| Om pedunculat de Can Vives                       |                                                               | Ulmus laevis                                                             | 25,5 x 2,59 x 18,0                | Seva (Osona)                                                                                                  | MA-24.269.34  | {{ca\|Om pedunculat de Can Vives (Seva)}} · {{WLE-AD-ES\|MA-24.269.34}} · {{Object location dec\| | region:ES-CT_type:landmark_source:cawiki}} [[Categoria:Outstanding trees of Catalonia]] |
| Om de Santes Creus                               | EIN Aubareda de Santes Creus                                  | Ulmus minor Rural                                                        | 37,0 x 2,46 x -                   | Aiguamúrcia (Alt Camp)                                                                                        | MA-01.001.52  | {{ca\|Om de Santes Creus (Aiguamúrcia)}} · {{WLE-AD-ES\|MA-01.001.52}} · {{Object location dec\| | region:ES-CT_type:landmark_source:cawiki}} [[Categoria:Outstanding trees of Catalonia]] |
| Om de Burjassénia                                | AM                                                            | Ulmus minor Cultivat                                                     | 15,5 x 4,55 x 19,0                | L'Aldea (Baix Ebre) 40° 43′ 57″ N, 0° 35′ 45″ E / 40.73243°N,0.59588°E                                        | MA-09.904.01  | {{ca\|Om de Burjassénia (l'Aldea)}} · {{WLE-AD-ES\|MA-09.904.01}} · {{Object location dec\|40.73243\|0.59588\|region:ES-CT_type:landmark_source:cawiki}} · [[Categoria:Outstanding trees of Catalonia]]                                       |                                                                                         |
| Om dels Sors                                     |                                                               | Ulmus x hollandica Exòtica                                               | 31,5 x 3,00 x 9,3                 | Seva (Osona)                                                                                                  | MA-24.269.43  | {{ca\|Om dels Sors (Seva)}} · {{WLE-AD-ES\|MA-24.269.43}} · {{Object location dec\| | region:ES-CT_type:landmark_source:cawiki}} [[Categoria:Outstanding trees of Catalonia]] |
| Ginjoler del carrer Arimon, 7                    | AL                                                            | Ziziphus jujuba Exòtica                                                  | 12,0 x 1,87 x 13,5                | Barcelona (Barcelonès) 41° 24′ 17″ N, 2° 08′ 14″ E / 41.40473°N,2.13727°E                                     | MA-13.950.50  | {{ca\|Ginjoler del carrer Arimon, 7 (Barcelona)}} · {{WLE-AD-ES\|MA-13.950.50}} · {{Object location dec\|41.40473\|2.13727\|region:ES-CT_type:landmark_source:cawiki}} · [[Categoria:Ginjoler del carrer Arimon]]                             |                                                                                         |

## Angiospermae monocotyledoneae
Rànquing dels arbres angiospermes, classe monocotiledònies.
| Nom                                                       | Protecció | Espècie / situació                         | Alçària x volt del canó x capçada | Localització                                                                                | Codi          | Imatge |                                                                                         |
| --------------------------------------------------------- | --------- | ------------------------------------------ | --------------------------------- | ------------------------------------------------------------------------------------------- | ------------- | --- | --------------------------------------------------------------------------------------- |
| Margalló de la plaça de Letamendi                         | AL        | Chamaerops humilis No homologat            | 10,5 x 0,50 x 2,6                 | Barcelona (Barcelonès) 41° 23′ 20″ N, 2° 09′ 39″ E / 41.38879°N,2.16075°E                   | MA-13.920.08  | {{ca\|Margalló de la plaça de Letamendi (Barcelona)}} · {{WLE-AD-ES\|MA-13.920.08}} · {{Object location dec\|41.38879\|2.16075\|region:ES-CT_type:landmark_source:cawiki}} · [[Categoria:Margalló de la plaça de Letamendi]]                     |                                                                                         |
| Livistona de l'Ateneu Barcelonès                          | AL        | Livistona australis Exòtica                | 17,0 x 1,00 x 5,3                 | Barcelona (Barcelonès) 41° 23′ 03″ N, 2° 10′ 18″ E / 41.3843°N,2.17166°E                    | MA-13.910.06  | {{ca\|Livistona de l'Ateneu Barcelonès (Barcelona)}} · {{WLE-AD-ES\|MA-13.910.06}} · {{Object location dec\|41.3843\|2.17166\|region:ES-CT_type:landmark_source:cawiki}} · [[Categoria:Livistona de l'Ateneu Barcelonès]]                        |                                                                                         |
| Palmera de l'Ateneu Barcelonès                            | AL        | Livistona chinensis No homologat           | 9,0 x - x 3,5                     | Barcelona (Barcelonès) 41° 23′ 04″ N, 2° 10′ 18″ E / 41.38433°N,2.17172°E                   | MA-13.910.03  | {{ca\|Palmera de l'Ateneu Barcelonès (Barcelona)}} · {{WLE-AD-ES\|MA-13.910.03}} · {{Object location dec\|41.38433\|2.17172\|region:ES-CT_type:landmark_source:cawiki}} · [[Categoria:Livistones xineses de l'Ateneu Barcelonès]]                |                                                                                         |
| Palmera del c. Vallfonollosa                              |           | Livistona sp. Exòtica                      | 17,5 x 2,15 x 4,0                 | Manresa (Bages)                                                                             | MA-07.113.32  | {{ca\|Palmera del c. Vallfonollosa (Manresa)}} · {{WLE-AD-ES\|MA-07.113.32}} · {{Object location dec\| | region:ES-CT_type:landmark_source:cawiki}} [[Categoria:Outstanding trees of Catalonia]] |
| Palmera dels jardins del Mestre Balcells                  | AL        | Phoenix canariensis Exòtica                | 13,5 x 2,30 x 8,6                 | Barcelona (Barcelonès) 41° 24′ 28″ N, 2° 09′ 14″ E / 41.40779°N,2.15396°E                   | MA-13.960.02  | {{ca\|Palmera dels jardins del Mestre Balcells (Barcelona)}} · {{WLE-AD-ES\|MA-13.960.02}} · {{Object location dec\|41.40779\|2.15396\|region:ES-CT_type:landmark_source:cawiki}} · [[Categoria:Palmeres dels jardins del Mestre Balcells]]      |                                                                                         |
| Palmera de la Casa de l'Ardiaca                           | AL        | Phoenix dactylifera Exòtica                | 24,0 x 1,00 x 5,5                 | Barcelona (Barcelonès) 41° 23′ 03″ N, 2° 10′ 33″ E / 41.38415°N,2.17571°E                   | MA-13.910.01  | {{ca\|Palmera de la Casa de l'Ardiaca (Barcelona)}} · {{WLE-AD-ES\|MA-13.910.01}} · {{Object location dec\|41.38415\|2.17571\|region:ES-CT_type:landmark_source:cawiki}} · [[Categoria:Palmera de la Casa de l'Ardiaca]]                         |                                                                                         |
| Palmera del passatge de les Palmeres                      | AL        | Phoenix dactylifera No homologat           | 14,5 x 0,85 x 8,0                 | Barcelona (Barcelonès) 41° 25′ 45″ N, 2° 10′ 04″ E / 41.42916°N,2.16765°E                   | MA-13.980.05  | {{ca\|Palmera del passatge de les Palmeres (Barcelona)}} · {{WLE-AD-ES\|MA-13.980.05}} · {{Object location dec\|41.42916\|2.16765\|region:ES-CT_type:landmark_source:cawiki}} · [[Categoria:Palmera del passatge de les Palmeres]]               |                                                                                         |
| Washingtònies de la Casa de la Misericòrdia, c. Elisabets | AL        | Washingtonia filifera No homologat         | 23,5 x - x -                      | Barcelona (Barcelonès) 41° 23′ 01″ N, 2° 10′ 07″ E / 41.38354°N,2.16866°E                   | MA-13.910.09  | {{ca\|Washingtònies de la Casa de la Misericòrdia (Barcelona)}} · {{WLE-AD-ES\|MA-13.910.09}} · {{Object location dec\|41.38354\|2.16866\|region:ES-CT_type:landmark_source:cawiki}} · [[Categoria:Washingtònies de la casa de la Misericòrdia]] |                                                                                         |
| Washingtònia de Can Verdaguer                             | AL        | Washingtonia robusta No homologat          | 26,0 x 0,70 x 3,0                 | Barcelona (Barcelonès) 41° 26′ 04″ N, 2° 10′ 45″ E / 41.43443°N,2.17903°E                   | MA-13.980.03  | {{ca\|Washingtònia de Can Verdaguer (Barcelona)}} · {{WLE-AD-ES\|MA-13.980.03}} · {{Object location dec\|41.43443\|2.17903\|region:ES-CT_type:landmark_source:cawiki}} · [[Categoria:Washingtònia de Can Verdaguer]]                             |                                                                                         |
| Palmera de Can Mercader II                                | DL        | Washingtonia robusta Exòtica, no homologat | 23,5 x 1,35 x 3,5                 | Cornellà de Llobregat (Baix Llobregat) 41° 21′ 31″ N, 2° 05′ 10″ E / 41.358672°N,2.086004°E | MA-11.073.22b | {{ca\|Palmera de Can Mercader II (Cornellà de Llobregat)}} · {{WLE-AD-ES\|MA-11.073.22b}} · {{Object location dec\|41.358672\|2.086004\|region:ES-CT_type:landmark_source:cawiki}} · [[Categoria:Outstanding trees of Catalonia]]                |                                                                                         |
| Palmeres de la plaça de Letamendi                         | AL        | Washingtonia robusta No homologat          | 23,0 x 1,70 x 3,4                 | Barcelona (Barcelonès) 41° 23′ 21″ N, 2° 09′ 37″ E / 41.38907°N,2.16036°E                   | MA-13.920.06  | {{ca\|Palmeres de la plaça de Letamendi (Barcelona)}} · {{WLE-AD-ES\|MA-13.920.06}} · {{Object location dec\|41.38907\|2.16036\|region:ES-CT_type:landmark_source:cawiki}} · [[Categoria:Palmeres de la plaça de Letamendi]]                     |                                                                                         |